# Lista de asteroides (447001-448000)
Esta é uma lista parcial de asteroides, do asteroide número 447001 até o 448000, inclusive. Veja também o índice com todas as listas disponíveis.

| Objeto Próximos à Terra | Cinturão de asteroides (interno) | Cinturão de asteroides (externo) | Centauro       |
| Cruzador de Marte       | Cinturão de asteroides (meio)    | Troianos de Júpiter              | Transnetuniano |

Veja mais dados de cada asteroide na ligação externa para o Minor Planet Center na última coluna.
Índice: 447001... 447101... 447201... 447301... 447401... 447501... 447601... 447701... 447801... 447901... 

## 447001–447100
| Designação | Designação | Descoberta  | Descoberta       | Descobridor(es) | Categoria | Mais informações / Referência |
| Permanente | Provisória | Data        | Local            | Descobridor(es) | Categoria | Mais informações / Referência |
| ---------- | ---------- | ----------- | ---------------- | --------------- | --------- | ----------------------------- |
| 447001     | 2004 BH160 | 21 jan 2004 | Cerro Paranal    | Paranal Obs.    | —         | MPC                           |
| 447002     | 2004 CH27  | 11 fev 2004 | Palomar          | NEAT            | —         | MPC                           |
| 447003     | 2004 CH29  | 19 jan 2004 | Kitt Peak        | Spacewatch      | —         | MPC                           |
| 447004     | 2004 DS13  | 16 fev 2004 | Kitt Peak        | Spacewatch      | —         | MPC                           |
| 447005     | 2004 EM41  | 15 mar 2004 | Catalina         | CSS             | —         | MPC                           |
| 447006     | 2004 EU57  | 26 fev 2004 | Socorro          | LINEAR          | —         | MPC                           |
| 447007     | 2004 EG58  | 15 mar 2004 | Catalina         | CSS             | —         | MPC                           |
| 447008     | 2004 EF96  | 15 mar 2004 | Kitt Peak        | Spacewatch      | —         | MPC                           |
| 447009     | 2004 FS13  | 16 mar 2004 | Catalina         | CSS             | —         | MPC                           |
| 447010     | 2004 FO59  | 18 mar 2004 | Socorro          | LINEAR          | —         | MPC                           |
| 447011     | 2004 FJ106 | 19 mar 2004 | Socorro          | LINEAR          | —         | MPC                           |
| 447012     | 2004 FJ125 | 18 mar 2004 | Socorro          | LINEAR          | —         | MPC                           |
| 447013     | 2004 FE143 | 27 mar 2004 | Anderson Mesa    | LONEOS          | —         | MPC                           |
| 447014     | 2004 GO20  | 9 abr 2004  | Siding Spring    | SSS             | —         | MPC                           |
| 447015     | 2004 HF4   | 16 abr 2004 | Kitt Peak        | Spacewatch      | —         | MPC                           |
| 447016     | 2004 HK22  | 16 abr 2004 | Kitt Peak        | Spacewatch      | —         | MPC                           |
| 447017     | 2004 HH54  | 26 abr 2004 | Socorro          | LINEAR          | —         | MPC                           |
| 447018     | 2004 KH11  | 19 mai 2004 | Campo Imperatore | CINEOS          | —         | MPC                           |
| 447019     | 2004 LS7   | 11 jun 2004 | Socorro          | LINEAR          | —         | MPC                           |
| 447020     | 2004 LE10  | 14 jun 2004 | Socorro          | LINEAR          | —         | MPC                           |
| 447021     | 2004 LP14  | 11 jun 2004 | Kitt Peak        | Spacewatch      | —         | MPC                           |
| 447022     | 2004 NO    | 9 jul 2004  | Socorro          | LINEAR          | —         | MPC                           |
| 447023     | 2004 NZ12  | 11 jul 2004 | Socorro          | LINEAR          | —         | MPC                           |
| 447024     | 2004 OY8   | 18 jul 2004 | Socorro          | LINEAR          | —         | MPC                           |
| 447025     | 2004 OH9   | 20 jul 2004 | Great Shefford   | P. Birtwhistle  | —         | MPC                           |
| 447026     | 2004 OC12  | 21 jul 2004 | Reedy Creek      | J. Broughton    | —         | MPC                           |
| 447027     | 2004 OH13  | 18 jul 2004 | Campo Imperatore | CINEOS          | —         | MPC                           |
| 447028     | 2004 PV22  | 8 ago 2004  | Socorro          | LINEAR          | —         | MPC                           |
| 447029     | 2004 PC34  | 8 ago 2004  | Anderson Mesa    | LONEOS          | —         | MPC                           |
| 447030     | 2004 PM60  | 9 ago 2004  | Socorro          | LINEAR          | —         | MPC                           |
| 447031     | 2004 PW73  | 8 ago 2004  | Socorro          | LINEAR          | —         | MPC                           |
| 447032     | 2004 PS82  | 10 ago 2004 | Socorro          | LINEAR          | —         | MPC                           |
| 447033     | 2004 PL86  | 11 ago 2004 | Socorro          | LINEAR          | —         | MPC                           |
| 447034     | 2004 QW28  | 25 ago 2004 | Kitt Peak        | Spacewatch      | —         | MPC                           |
| 447035     | 2004 RR14  | 6 set 2004  | Siding Spring    | SSS             | —         | MPC                           |
| 447036     | 2004 RV16  | 7 set 2004  | Socorro          | LINEAR          | —         | MPC                           |
| 447037     | 2004 RA22  | 7 set 2004  | Kitt Peak        | Spacewatch      | —         | MPC                           |
| 447038     | 2004 RF25  | 6 set 2004  | Siding Spring    | SSS             | Mitidika  | MPC                           |
| 447039     | 2004 RQ48  | 8 set 2004  | Socorro          | LINEAR          | —         | MPC                           |
| 447040     | 2004 RP49  | 8 set 2004  | Socorro          | LINEAR          | —         | MPC                           |
| 447041     | 2004 RV57  | 8 set 2004  | Socorro          | LINEAR          | —         | MPC                           |
| 447042     | 2004 RN70  | 8 set 2004  | Socorro          | LINEAR          | —         | MPC                           |
| 447043     | 2004 RH76  | 8 set 2004  | Socorro          | LINEAR          | —         | MPC                           |
| 447044     | 2004 RL88  | 7 set 2004  | Palomar          | NEAT            | —         | MPC                           |
| 447045     | 2004 RL91  | 21 ago 2004 | Catalina         | CSS             | —         | MPC                           |
| 447046     | 2004 RK125 | 7 set 2004  | Kitt Peak        | Spacewatch      | Brangane  | MPC                           |
| 447047     | 2004 RW140 | 8 set 2004  | Socorro          | LINEAR          | —         | MPC                           |
| 447048     | 2004 RB154 | 10 set 2004 | Socorro          | LINEAR          | —         | MPC                           |
| 447049     | 2004 RO160 | 10 set 2004 | Kitt Peak        | Spacewatch      | —         | MPC                           |
| 447050     | 2004 RR172 | 9 set 2004  | Kitt Peak        | Spacewatch      | —         | MPC                           |
| 447051     | 2004 RK186 | 10 set 2004 | Socorro          | LINEAR          | —         | MPC                           |
| 447052     | 2004 RZ211 | 11 set 2004 | Socorro          | LINEAR          | —         | MPC                           |
| 447053     | 2004 RB224 | 8 set 2004  | Socorro          | LINEAR          | —         | MPC                           |
| 447054     | 2004 RN230 | 9 set 2004  | Kitt Peak        | Spacewatch      | —         | MPC                           |
| 447055     | 2004 RA231 | 9 set 2004  | Kitt Peak        | Spacewatch      | —         | MPC                           |
| 447056     | 2004 RS232 | 9 set 2004  | Kitt Peak        | Spacewatch      | —         | MPC                           |
| 447057     | 2004 RE242 | 10 set 2004 | Kitt Peak        | Spacewatch      | —         | MPC                           |
| 447058     | 2004 RV245 | 10 set 2004 | Kitt Peak        | Spacewatch      | Brangane  | MPC                           |
| 447059     | 2004 RY245 | 10 set 2004 | Kitt Peak        | Spacewatch      | —         | MPC                           |
| 447060     | 2004 RF252 | 13 set 2004 | Socorro          | LINEAR          | —         | MPC                           |
| 447061     | 2004 RY261 | 10 set 2004 | Kitt Peak        | Spacewatch      | —         | MPC                           |
| 447062     | 2004 RQ265 | 10 set 2004 | Kitt Peak        | Spacewatch      | —         | MPC                           |
| 447063     | 2004 RB268 | 11 set 2004 | Kitt Peak        | Spacewatch      | —         | MPC                           |
| 447064     | 2004 RP282 | 15 set 2004 | Kitt Peak        | Spacewatch      | —         | MPC                           |
| 447065     | 2004 RS303 | 12 set 2004 | Kitt Peak        | Spacewatch      | —         | MPC                           |
| 447066     | 2004 RY307 | 11 ago 2004 | Socorro          | LINEAR          | —         | MPC                           |
| 447067     | 2004 RJ308 | 13 set 2004 | Socorro          | LINEAR          | —         | MPC                           |
| 447068     | 2004 RR316 | 10 set 2004 | Socorro          | LINEAR          | —         | MPC                           |
| 447069     | 2004 RB322 | 13 set 2004 | Socorro          | LINEAR          | Juno      | MPC                           |
| 447070     | 2004 RH327 | 13 set 2004 | Palomar          | NEAT            | —         | MPC                           |
| 447071     | 2004 RG345 | 7 set 2004  | Kitt Peak        | Spacewatch      | —         | MPC                           |
| 447072     | 2004 RD347 | 15 set 2004 | Socorro          | LINEAR          | —         | MPC                           |
| 447073     | 2004 RK356 | 7 set 2004  | Kitt Peak        | Spacewatch      | —         | MPC                           |
| 447074     | 2004 SP8   | 17 set 2004 | Socorro          | LINEAR          | —         | MPC                           |
| 447075     | 2004 SH21  | 21 set 2004 | Socorro          | LINEAR          | —         | MPC                           |
| 447076     | 2004 SB39  | 17 set 2004 | Socorro          | LINEAR          | —         | MPC                           |
| 447077     | 2004 SS58  | 18 set 2004 | Siding Spring    | SSS             | —         | MPC                           |
| 447078     | 2004 TF8   | 4 out 2004  | Wrightwood       | J. W. Young     | —         | MPC                           |
| 447079     | 2004 TV22  | 4 out 2004  | Kitt Peak        | Spacewatch      | —         | MPC                           |
| 447080     | 2004 TH32  | 4 out 2004  | Kitt Peak        | Spacewatch      | —         | MPC                           |
| 447081     | 2004 TL36  | 22 set 2004 | Kitt Peak        | Spacewatch      | —         | MPC                           |
| 447082     | 2004 TX40  | 4 out 2004  | Kitt Peak        | Spacewatch      | —         | MPC                           |
| 447083     | 2004 TC42  | 4 out 2004  | Kitt Peak        | Spacewatch      | —         | MPC                           |
| 447084     | 2004 TX43  | 4 out 2004  | Kitt Peak        | Spacewatch      | —         | MPC                           |
| 447085     | 2004 TP44  | 4 out 2004  | Kitt Peak        | Spacewatch      | —         | MPC                           |
| 447086     | 2004 TV47  | 4 out 2004  | Kitt Peak        | Spacewatch      | Mitidika  | MPC                           |
| 447087     | 2004 TZ51  | 4 out 2004  | Kitt Peak        | Spacewatch      | —         | MPC                           |
| 447088     | 2004 TL60  | 5 out 2004  | Anderson Mesa    | LONEOS          | —         | MPC                           |
| 447089     | 2004 TG63  | 17 set 2004 | Kitt Peak        | Spacewatch      | —         | MPC                           |
| 447090     | 2004 TT65  | 23 ago 2004 | Siding Spring    | SSS             | —         | MPC                           |
| 447091     | 2004 TN67  | 5 out 2004  | Anderson Mesa    | LONEOS          | —         | MPC                           |
| 447092     | 2004 TM95  | 5 out 2004  | Kitt Peak        | Spacewatch      | —         | MPC                           |
| 447093     | 2004 TZ99  | 5 out 2004  | Kitt Peak        | Spacewatch      | —         | MPC                           |
| 447094     | 2004 TP100 | 6 out 2004  | Palomar          | NEAT            | —         | MPC                           |
| 447095     | 2004 TZ110 | 7 out 2004  | Kitt Peak        | Spacewatch      | —         | MPC                           |
| 447096     | 2004 TW118 | 5 out 2004  | Palomar          | NEAT            | —         | MPC                           |
| 447097     | 2004 TL119 | 21 set 2004 | Anderson Mesa    | LONEOS          | —         | MPC                           |
| 447098     | 2004 TB125 | 7 out 2004  | Socorro          | LINEAR          | —         | MPC                           |
| 447099     | 2004 TR135 | 8 out 2004  | Anderson Mesa    | LONEOS          | —         | MPC                           |
| 447100     | 2004 TQ145 | 22 set 2004 | Socorro          | LINEAR          | —         | MPC                           |

## 447101–447200
| Designação | Designação | Descoberta  | Descoberta       | Descobridor(es)                        | Categoria | Mais informações / Referência |
| Permanente | Provisória | Data        | Local            | Descobridor(es)                        | Categoria | Mais informações / Referência |
| ---------- | ---------- | ----------- | ---------------- | -------------------------------------- | --------- | ----------------------------- |
| 447101     | 2004 TP153 | 23 set 2004 | Kitt Peak        | Spacewatch                             | —         | MPC                           |
| 447102     | 2004 TM154 | 6 out 2004  | Kitt Peak        | Spacewatch                             | —         | MPC                           |
| 447103     | 2004 TQ155 | 6 out 2004  | Kitt Peak        | Spacewatch                             | —         | MPC                           |
| 447104     | 2004 TL162 | 6 out 2004  | Kitt Peak        | Spacewatch                             | —         | MPC                           |
| 447105     | 2004 TB172 | 8 out 2004  | Socorro          | LINEAR                                 | —         | MPC                           |
| 447106     | 2004 TN175 | 9 out 2004  | Socorro          | LINEAR                                 | —         | MPC                           |
| 447107     | 2004 TV177 | 19 jan 2002 | Kitt Peak        | Spacewatch                             | Mitidika  | MPC                           |
| 447108     | 2004 TD181 | 7 out 2004  | Kitt Peak        | Spacewatch                             | —         | MPC                           |
| 447109     | 2004 TS190 | 23 set 2004 | Kitt Peak        | Spacewatch                             | —         | MPC                           |
| 447110     | 2004 TH198 | 7 out 2004  | Kitt Peak        | Spacewatch                             | —         | MPC                           |
| 447111     | 2004 TS198 | 7 out 2004  | Kitt Peak        | Spacewatch                             | —         | MPC                           |
| 447112     | 2004 TC206 | 7 out 2004  | Kitt Peak        | Spacewatch                             | —         | MPC                           |
| 447113     | 2004 TM237 | 9 out 2004  | Socorro          | LINEAR                                 | —         | MPC                           |
| 447114     | 2004 TZ239 | 9 out 2004  | Socorro          | LINEAR                                 | —         | MPC                           |
| 447115     | 2004 TJ252 | 18 set 2004 | Socorro          | LINEAR                                 | —         | MPC                           |
| 447116     | 2004 TO252 | 9 out 2004  | Kitt Peak        | Spacewatch                             | —         | MPC                           |
| 447117     | 2004 TJ276 | 9 out 2004  | Kitt Peak        | Spacewatch                             | Mitidika  | MPC                           |
| 447118     | 2004 TP276 | 9 out 2004  | Kitt Peak        | Spacewatch                             | —         | MPC                           |
| 447119     | 2004 TR280 | 10 out 2004 | Kitt Peak        | Spacewatch                             | —         | MPC                           |
| 447120     | 2004 TR336 | 10 out 2004 | Kitt Peak        | Spacewatch                             | —         | MPC                           |
| 447121     | 2004 TK339 | 13 out 2004 | Kitt Peak        | Spacewatch                             | —         | MPC                           |
| 447122     | 2004 TM370 | 21 set 2004 | Anderson Mesa    | LONEOS                                 | —         | MPC                           |
| 447123     | 2004 VF3   | 9 out 2004  | Kitt Peak        | Spacewatch                             | —         | MPC                           |
| 447124     | 2004 VQ8   | 3 nov 2004  | Anderson Mesa    | LONEOS                                 | —         | MPC                           |
| 447125     | 2004 VF19  | 23 out 2004 | Kitt Peak        | Spacewatch                             | —         | MPC                           |
| 447126     | 2004 VM27  | 5 nov 2004  | Kitt Peak        | Spacewatch                             | Ursula    | MPC                           |
| 447127     | 2004 VC38  | 7 out 2004  | Kitt Peak        | Spacewatch                             | —         | MPC                           |
| 447128     | 2004 VN42  | 10 out 2004 | Kitt Peak        | Spacewatch                             | —         | MPC                           |
| 447129     | 2004 VL45  | 4 nov 2004  | Kitt Peak        | Spacewatch                             | —         | MPC                           |
| 447130     | 2004 XJ9   | 2 dez 2004  | Catalina         | CSS                                    | —         | MPC                           |
| 447131     | 2004 XJ11  | 3 dez 2004  | Palomar          | NEAT                                   | —         | MPC                           |
| 447132     | 2004 XZ29  | 10 nov 2004 | Kitt Peak        | Spacewatch                             | —         | MPC                           |
| 447133     | 2004 XS93  | 11 dez 2004 | Kitt Peak        | Spacewatch                             | —         | MPC                           |
| 447134     | 2004 XY103 | 9 dez 2004  | Kitt Peak        | Spacewatch                             | —         | MPC                           |
| 447135     | 2004 XG112 | 10 dez 2004 | Kitt Peak        | Spacewatch                             | —         | MPC                           |
| 447136     | 2004 XN131 | 11 dez 2004 | Socorro          | LINEAR                                 | —         | MPC                           |
| 447137     | 2004 YK8   | 18 dez 2004 | Mount Lemmon     | Mount Lemmon Survey                    | —         | MPC                           |
| 447138     | 2005 AB44  | 15 jan 2005 | Kitt Peak        | Spacewatch                             | —         | MPC                           |
| 447139     | 2005 CP23  | 8 jan 2005  | Campo Imperatore | CINEOS                                 | —         | MPC                           |
| 447140     | 2005 EO22  | 3 mar 2005  | Catalina         | CSS                                    | —         | MPC                           |
| 447141     | 2005 EP140 | 2 mar 2005  | Kitt Peak        | Spacewatch                             | —         | MPC                           |
| 447142     | 2005 EQ203 | 3 fev 2005  | Socorro          | LINEAR                                 | —         | MPC                           |
| 447143     | 2005 EN210 | 4 mar 2005  | Kitt Peak        | Spacewatch                             | Juno      | MPC                           |
| 447144     | 2005 EQ247 | 12 mar 2005 | Kitt Peak        | Spacewatch                             | —         | MPC                           |
| 447145     | 2005 EX276 | 8 mar 2005  | Mount Lemmon     | Mount Lemmon Survey                    | —         | MPC                           |
| 447146     | 2005 GZ25  | 2 abr 2005  | Mount Lemmon     | Mount Lemmon Survey                    | —         | MPC                           |
| 447147     | 2005 GQ72  | 4 abr 2005  | Mount Lemmon     | Mount Lemmon Survey                    | —         | MPC                           |
| 447148     | 2005 GY77  | 30 mar 2005 | Catalina         | CSS                                    | —         | MPC                           |
| 447149     | 2005 GG78  | 6 abr 2005  | Catalina         | CSS                                    | Phocaea   | MPC                           |
| 447150     | 2005 GE91  | 6 abr 2005  | Kitt Peak        | Spacewatch                             | —         | MPC                           |
| 447151     | 2005 GR94  | 6 abr 2005  | Kitt Peak        | Spacewatch                             | —         | MPC                           |
| 447152     | 2005 GJ177 | 5 abr 2005  | Mount Lemmon     | Mount Lemmon Survey                    | —         | MPC                           |
| 447153     | 2005 GM177 | 15 abr 2005 | Kitt Peak        | Spacewatch                             | —         | MPC                           |
| 447154     | 2005 GC178 | 15 abr 2005 | Anderson Mesa    | LONEOS                                 | —         | MPC                           |
| 447155     | 2005 HE10  | 16 abr 2005 | Kitt Peak        | Spacewatch                             | —         | MPC                           |
| 447156     | 2005 HF10  | 16 abr 2005 | Kitt Peak        | Spacewatch                             | —         | MPC                           |
| 447157     | 2005 JE1   | 3 mai 2005  | Catalina         | CSS                                    | —         | MPC                           |
| 447158     | 2005 JD17  | 4 mai 2005  | Anderson Mesa    | LONEOS                                 | Phocaea   | MPC                           |
| 447159     | 2005 JC20  | 4 mai 2005  | Catalina         | CSS                                    | —         | MPC                           |
| 447160     | 2005 JK71  | 7 mai 2005  | Kitt Peak        | Spacewatch                             | —         | MPC                           |
| 447161     | 2005 JJ131 | 30 abr 2005 | Kitt Peak        | Spacewatch                             | —         | MPC                           |
| 447162     | 2005 JN139 | 3 mai 2005  | Kitt Peak        | Spacewatch                             | Phocaea   | MPC                           |
| 447163     | 2005 JQ143 | 15 mai 2005 | Mount Lemmon     | Mount Lemmon Survey                    | —         | MPC                           |
| 447164     | 2005 JH162 | 8 mai 2005  | Kitt Peak        | Spacewatch                             | —         | MPC                           |
| 447165     | 2005 JU167 | 3 mai 2005  | Kitt Peak        | Spacewatch                             | —         | MPC                           |
| 447166     | 2005 KH3   | 10 mai 2005 | Kitt Peak        | Spacewatch                             | —         | MPC                           |
| 447167     | 2005 LS18  | 8 jun 2005  | Kitt Peak        | Spacewatch                             | —         | MPC                           |
| 447168     | 2005 MX50  | 30 jun 2005 | Kitt Peak        | Spacewatch                             | —         | MPC                           |
| 447169     | 2005 NC28  | 5 jul 2005  | Palomar          | NEAT                                   | —         | MPC                           |
| 447170     | 2005 NW46  | 18 jun 2005 | Mount Lemmon     | Mount Lemmon Survey                    | —         | MPC                           |
| 447171     | 2005 NJ65  | 1 jul 2005  | Kitt Peak        | Spacewatch                             | —         | MPC                           |
| 447172     | 2005 NQ76  | 10 jul 2005 | Kitt Peak        | Spacewatch                             | —         | MPC                           |
| 447173     | 2005 NP98  | 13 jun 2005 | Mount Lemmon     | Mount Lemmon Survey                    | —         | MPC                           |
| 447174     | 2005 QH22  | 27 ago 2005 | Kitt Peak        | Spacewatch                             | —         | MPC                           |
| 447175     | 2005 QZ50  | 26 ago 2005 | Palomar          | NEAT                                   | —         | MPC                           |
| 447176     | 2005 QQ56  | 27 ago 2005 | Anderson Mesa    | LONEOS                                 | —         | MPC                           |
| 447177     | 2005 QU124 | 28 ago 2005 | Kitt Peak        | Spacewatch                             | —         | MPC                           |
| 447178     | 2005 RO43  | 3 set 2005  | Apache Point     | A. C. Becker, A. W. Puckett, J. Kubica | —         | MPC                           |
| 447179     | 2005 SH34  | 23 set 2005 | Kitt Peak        | Spacewatch                             | —         | MPC                           |
| 447180     | 2005 SN36  | 24 set 2005 | Kitt Peak        | Spacewatch                             | —         | MPC                           |
| 447181     | 2005 SO55  | 25 set 2005 | Kitt Peak        | Spacewatch                             | —         | MPC                           |
| 447182     | 2005 SK69  | 27 set 2005 | Kitt Peak        | Spacewatch                             | Brangane  | MPC                           |
| 447183     | 2005 SN85  | 24 set 2005 | Kitt Peak        | Spacewatch                             | —         | MPC                           |
| 447184     | 2005 ST85  | 24 set 2005 | Kitt Peak        | Spacewatch                             | —         | MPC                           |
| 447185     | 2005 SP99  | 25 set 2005 | Kitt Peak        | Spacewatch                             | —         | MPC                           |
| 447186     | 2005 SG107 | 1 set 2005  | Anderson Mesa    | LONEOS                                 | —         | MPC                           |
| 447187     | 2005 SM108 | 26 set 2005 | Kitt Peak        | Spacewatch                             | —         | MPC                           |
| 447188     | 2005 SW112 | 23 set 2005 | Catalina         | CSS                                    | —         | MPC                           |
| 447189     | 2005 SF114 | 27 set 2005 | Kitt Peak        | Spacewatch                             | —         | MPC                           |
| 447190     | 2005 SP128 | 29 set 2005 | Mount Lemmon     | Mount Lemmon Survey                    | —         | MPC                           |
| 447191     | 2005 ST129 | 29 set 2005 | Mount Lemmon     | Mount Lemmon Survey                    | —         | MPC                           |
| 447192     | 2005 SV160 | 27 set 2005 | Kitt Peak        | Spacewatch                             | —         | MPC                           |
| 447193     | 2005 SL185 | 29 set 2005 | Mount Lemmon     | Mount Lemmon Survey                    | —         | MPC                           |
| 447194     | 2005 SH186 | 23 set 2005 | Kitt Peak        | Spacewatch                             | —         | MPC                           |
| 447195     | 2005 SV186 | 29 set 2005 | Mount Lemmon     | Mount Lemmon Survey                    | —         | MPC                           |
| 447196     | 2005 SP189 | 29 set 2005 | Mount Lemmon     | Mount Lemmon Survey                    | —         | MPC                           |
| 447197     | 2005 SV196 | 30 set 2005 | Kitt Peak        | Spacewatch                             | —         | MPC                           |
| 447198     | 2005 SN213 | 30 set 2005 | Kitt Peak        | Spacewatch                             | —         | MPC                           |
| 447199     | 2005 SX216 | 30 set 2005 | Palomar          | NEAT                                   | —         | MPC                           |
| 447200     | 2005 SB239 | 30 set 2005 | Mount Lemmon     | Mount Lemmon Survey                    | —         | MPC                           |

## 447201–447300
| Designação | Designação | Descoberta  | Descoberta       | Descobridor(es)     | Categoria | Mais informações / Referência |
| Permanente | Provisória | Data        | Local            | Descobridor(es)     | Categoria | Mais informações / Referência |
| ---------- | ---------- | ----------- | ---------------- | ------------------- | --------- | ----------------------------- |
| 447201     | 2005 SV239 | 25 set 2005 | Kitt Peak        | Spacewatch          | —         | MPC                           |
| 447202     | 2005 SM259 | 24 set 2005 | Anderson Mesa    | LONEOS              | —         | MPC                           |
| 447203     | 2005 SF262 | 23 set 2005 | Kitt Peak        | Spacewatch          | —         | MPC                           |
| 447204     | 2005 SZ262 | 23 set 2005 | Kitt Peak        | Spacewatch          | —         | MPC                           |
| 447205     | 2005 TU7   | 1 out 2005  | Kitt Peak        | Spacewatch          | Brangane  | MPC                           |
| 447206     | 2005 TW25  | 1 out 2005  | Mount Lemmon     | Mount Lemmon Survey | —         | MPC                           |
| 447207     | 2005 TH48  | 7 out 2005  | Goodricke-Pigott | R. A. Tucker        | Brangane  | MPC                           |
| 447208     | 2005 TG54  | 1 out 2005  | Socorro          | LINEAR              | —         | MPC                           |
| 447209     | 2005 TF56  | 1 out 2005  | Kitt Peak        | Spacewatch          | —         | MPC                           |
| 447210     | 2005 TN58  | 1 out 2005  | Mount Lemmon     | Mount Lemmon Survey | —         | MPC                           |
| 447211     | 2005 TX59  | 2 out 2005  | Mount Lemmon     | Mount Lemmon Survey | —         | MPC                           |
| 447212     | 2005 TY62  | 4 out 2005  | Mount Lemmon     | Mount Lemmon Survey | —         | MPC                           |
| 447213     | 2005 TP90  | 6 out 2005  | Anderson Mesa    | LONEOS              | —         | MPC                           |
| 447214     | 2005 TY96  | 6 out 2005  | Mount Lemmon     | Mount Lemmon Survey | —         | MPC                           |
| 447215     | 2005 TN127 | 7 out 2005  | Kitt Peak        | Spacewatch          | —         | MPC                           |
| 447216     | 2005 TC128 | 7 out 2005  | Kitt Peak        | Spacewatch          | —         | MPC                           |
| 447217     | 2005 TH169 | 9 out 2005  | Kitt Peak        | Spacewatch          | —         | MPC                           |
| 447218     | 2005 TP171 | 10 out 2005 | Catalina         | CSS                 | —         | MPC                           |
| 447219     | 2005 TK175 | 12 set 2005 | Kitt Peak        | Spacewatch          | —         | MPC                           |
| 447220     | 2005 TO187 | 6 out 2005  | Mount Lemmon     | Mount Lemmon Survey | —         | MPC                           |
| 447221     | 2005 UO5   | 27 out 2005 | Siding Spring    | SSS                 | —         | MPC                           |
| 447222     | 2005 UG15  | 22 out 2005 | Kitt Peak        | Spacewatch          | —         | MPC                           |
| 447223     | 2005 UM16  | 22 out 2005 | Kitt Peak        | Spacewatch          | —         | MPC                           |
| 447224     | 2005 UG27  | 23 out 2005 | Catalina         | CSS                 | —         | MPC                           |
| 447225     | 2005 UK35  | 24 out 2005 | Kitt Peak        | Spacewatch          | Brangane  | MPC                           |
| 447226     | 2005 UR78  | 25 out 2005 | Anderson Mesa    | LONEOS              | Flora     | MPC                           |
| 447227     | 2005 UZ81  | 11 out 2005 | Kitt Peak        | Spacewatch          | —         | MPC                           |
| 447228     | 2005 UJ83  | 29 set 2005 | Mount Lemmon     | Mount Lemmon Survey | —         | MPC                           |
| 447229     | 2005 UZ95  | 22 out 2005 | Kitt Peak        | Spacewatch          | —         | MPC                           |
| 447230     | 2005 UE97  | 22 out 2005 | Kitt Peak        | Spacewatch          | —         | MPC                           |
| 447231     | 2005 UQ102 | 22 out 2005 | Kitt Peak        | Spacewatch          | —         | MPC                           |
| 447232     | 2005 UP118 | 24 out 2005 | Kitt Peak        | Spacewatch          | —         | MPC                           |
| 447233     | 2005 UL127 | 24 out 2005 | Kitt Peak        | Spacewatch          | —         | MPC                           |
| 447234     | 2005 UB129 | 24 out 2005 | Kitt Peak        | Spacewatch          | —         | MPC                           |
| 447235     | 2005 UR165 | 12 out 2005 | Kitt Peak        | Spacewatch          | —         | MPC                           |
| 447236     | 2005 US165 | 24 out 2005 | Kitt Peak        | Spacewatch          | —         | MPC                           |
| 447237     | 2005 UA176 | 24 out 2005 | Kitt Peak        | Spacewatch          | —         | MPC                           |
| 447238     | 2005 US191 | 27 out 2005 | Mount Lemmon     | Mount Lemmon Survey | —         | MPC                           |
| 447239     | 2005 UK202 | 25 out 2005 | Kitt Peak        | Spacewatch          | —         | MPC                           |
| 447240     | 2005 UV202 | 25 out 2005 | Kitt Peak        | Spacewatch          | —         | MPC                           |
| 447241     | 2005 UW202 | 25 out 2005 | Kitt Peak        | Spacewatch          | —         | MPC                           |
| 447242     | 2005 UK204 | 25 out 2005 | Mount Lemmon     | Mount Lemmon Survey | —         | MPC                           |
| 447243     | 2005 UM208 | 27 out 2005 | Kitt Peak        | Spacewatch          | —         | MPC                           |
| 447244     | 2005 UO211 | 27 out 2005 | Kitt Peak        | Spacewatch          | —         | MPC                           |
| 447245     | 2005 UV212 | 27 out 2005 | Kitt Peak        | Spacewatch          | —         | MPC                           |
| 447246     | 2005 UX213 | 22 out 2005 | Palomar          | NEAT                | —         | MPC                           |
| 447247     | 2005 UB220 | 25 out 2005 | Kitt Peak        | Spacewatch          | —         | MPC                           |
| 447248     | 2005 UM221 | 25 out 2005 | Kitt Peak        | Spacewatch          | —         | MPC                           |
| 447249     | 2005 UF236 | 25 out 2005 | Kitt Peak        | Spacewatch          | —         | MPC                           |
| 447250     | 2005 UN243 | 25 out 2005 | Kitt Peak        | Spacewatch          | —         | MPC                           |
| 447251     | 2005 UD248 | 28 out 2005 | Mount Lemmon     | Mount Lemmon Survey | —         | MPC                           |
| 447252     | 2005 UA255 | 23 set 2005 | Kitt Peak        | Spacewatch          | —         | MPC                           |
| 447253     | 2005 UT262 | 12 out 2005 | Kitt Peak        | Spacewatch          | —         | MPC                           |
| 447254     | 2005 UP280 | 5 out 2005  | Kitt Peak        | Spacewatch          | —         | MPC                           |
| 447255     | 2005 UB294 | 26 out 2005 | Kitt Peak        | Spacewatch          | —         | MPC                           |
| 447256     | 2005 UG297 | 26 out 2005 | Kitt Peak        | Spacewatch          | —         | MPC                           |
| 447257     | 2005 UE299 | 26 out 2005 | Kitt Peak        | Spacewatch          | —         | MPC                           |
| 447258     | 2005 UC311 | 29 out 2005 | Mount Lemmon     | Mount Lemmon Survey | —         | MPC                           |
| 447259     | 2005 UM320 | 22 out 2005 | Kitt Peak        | Spacewatch          | —         | MPC                           |
| 447260     | 2005 UU323 | 28 out 2005 | Mount Lemmon     | Mount Lemmon Survey | —         | MPC                           |
| 447261     | 2005 UY324 | 29 out 2005 | Mount Lemmon     | Mount Lemmon Survey | —         | MPC                           |
| 447262     | 2005 UC325 | 29 out 2005 | Mount Lemmon     | Mount Lemmon Survey | —         | MPC                           |
| 447263     | 2005 UR331 | 29 out 2005 | Kitt Peak        | Spacewatch          | —         | MPC                           |
| 447264     | 2005 UL346 | 30 out 2005 | Kitt Peak        | Spacewatch          | —         | MPC                           |
| 447265     | 2005 UF347 | 30 out 2005 | Kitt Peak        | Spacewatch          | —         | MPC                           |
| 447266     | 2005 UE348 | 22 out 2005 | Kitt Peak        | Spacewatch          | —         | MPC                           |
| 447267     | 2005 UE366 | 22 out 2005 | Kitt Peak        | Spacewatch          | —         | MPC                           |
| 447268     | 2005 UJ378 | 28 out 2005 | Mount Lemmon     | Mount Lemmon Survey | —         | MPC                           |
| 447269     | 2005 UE396 | 25 out 2005 | Kitt Peak        | Spacewatch          | —         | MPC                           |
| 447270     | 2005 UJ424 | 28 out 2005 | Kitt Peak        | Spacewatch          | Brangane  | MPC                           |
| 447271     | 2005 UX426 | 28 out 2005 | Kitt Peak        | Spacewatch          | —         | MPC                           |
| 447272     | 2005 UC429 | 28 out 2005 | Mount Lemmon     | Mount Lemmon Survey | —         | MPC                           |
| 447273     | 2005 UV433 | 28 out 2005 | Kitt Peak        | Spacewatch          | —         | MPC                           |
| 447274     | 2005 UY442 | 30 out 2005 | Catalina         | CSS                 | —         | MPC                           |
| 447275     | 2005 UZ445 | 31 out 2005 | Mount Lemmon     | Mount Lemmon Survey | —         | MPC                           |
| 447276     | 2005 UO448 | 30 out 2005 | Socorro          | LINEAR              | Brangane  | MPC                           |
| 447277     | 2005 UK454 | 29 set 2005 | Catalina         | CSS                 | —         | MPC                           |
| 447278     | 2005 UA473 | 30 out 2005 | Mount Lemmon     | Mount Lemmon Survey | —         | MPC                           |
| 447279     | 2005 UD479 | 28 out 2005 | Kitt Peak        | Spacewatch          | Brangane  | MPC                           |
| 447280     | 2005 UL515 | 22 out 2005 | Apache Point     | A. C. Becker        | Eos       | MPC                           |
| 447281     | 2005 VQ13  | 2 out 2005  | Anderson Mesa    | LONEOS              | —         | MPC                           |
| 447282     | 2005 VJ20  | 1 nov 2005  | Kitt Peak        | Spacewatch          | Brangane  | MPC                           |
| 447283     | 2005 VU49  | 2 nov 2005  | Socorro          | LINEAR              | —         | MPC                           |
| 447284     | 2005 VE67  | 26 out 2005 | Kitt Peak        | Spacewatch          | —         | MPC                           |
| 447285     | 2005 VR67  | 28 out 2005 | Kitt Peak        | Spacewatch          | —         | MPC                           |
| 447286     | 2005 WA2   | 22 nov 2005 | Wrightwood       | J. W. Young         | —         | MPC                           |
| 447287     | 2005 WU9   | 21 nov 2005 | Kitt Peak        | Spacewatch          | —         | MPC                           |
| 447288     | 2005 WE18  | 27 out 2005 | Mount Lemmon     | Mount Lemmon Survey | Brangane  | MPC                           |
| 447289     | 2005 WE32  | 21 nov 2005 | Kitt Peak        | Spacewatch          | —         | MPC                           |
| 447290     | 2005 WN35  | 22 nov 2005 | Kitt Peak        | Spacewatch          | —         | MPC                           |
| 447291     | 2005 WH37  | 22 nov 2005 | Kitt Peak        | Spacewatch          | —         | MPC                           |
| 447292     | 2005 WZ37  | 22 nov 2005 | Kitt Peak        | Spacewatch          | —         | MPC                           |
| 447293     | 2005 WB48  | 25 nov 2005 | Kitt Peak        | Spacewatch          | —         | MPC                           |
| 447294     | 2005 WS62  | 25 nov 2005 | Catalina         | CSS                 | —         | MPC                           |
| 447295     | 2005 WQ66  | 22 nov 2005 | Kitt Peak        | Spacewatch          | —         | MPC                           |
| 447296     | 2005 WR77  | 25 nov 2005 | Kitt Peak        | Spacewatch          | —         | MPC                           |
| 447297     | 2005 WM78  | 25 nov 2005 | Kitt Peak        | Spacewatch          | —         | MPC                           |
| 447298     | 2005 WR82  | 25 nov 2005 | Mount Lemmon     | Mount Lemmon Survey | —         | MPC                           |
| 447299     | 2005 WM83  | 25 nov 2005 | Mount Lemmon     | Mount Lemmon Survey | —         | MPC                           |
| 447300     | 2005 WL88  | 28 nov 2005 | Mount Lemmon     | Mount Lemmon Survey | —         | MPC                           |

## 447301–447400
| Designação | Designação | Descoberta  | Descoberta    | Descobridor(es)     | Categoria | Mais informações / Referência |
| Permanente | Provisória | Data        | Local         | Descobridor(es)     | Categoria | Mais informações / Referência |
| ---------- | ---------- | ----------- | ------------- | ------------------- | --------- | ----------------------------- |
| 447301     | 2005 WK103 | 27 out 2005 | Anderson Mesa | LONEOS              | —         | MPC                           |
| 447302     | 2005 WU114 | 28 nov 2005 | Mount Lemmon  | Mount Lemmon Survey | —         | MPC                           |
| 447303     | 2005 WR138 | 26 nov 2005 | Mount Lemmon  | Mount Lemmon Survey | —         | MPC                           |
| 447304     | 2005 WJ140 | 29 out 2005 | Mount Lemmon  | Mount Lemmon Survey | —         | MPC                           |
| 447305     | 2005 WA142 | 29 nov 2005 | Kitt Peak     | Spacewatch          | —         | MPC                           |
| 447306     | 2005 WR142 | 1 nov 2005  | Kitt Peak     | Spacewatch          | —         | MPC                           |
| 447307     | 2005 WR144 | 28 out 2005 | Mount Lemmon  | Mount Lemmon Survey | —         | MPC                           |
| 447308     | 2005 WX148 | 30 out 2005 | Mount Lemmon  | Mount Lemmon Survey | —         | MPC                           |
| 447309     | 2005 WS161 | 29 out 2005 | Mount Lemmon  | Mount Lemmon Survey | —         | MPC                           |
| 447310     | 2005 WE174 | 1 nov 2005  | Mount Lemmon  | Mount Lemmon Survey | —         | MPC                           |
| 447311     | 2005 WG175 | 30 nov 2005 | Kitt Peak     | Spacewatch          | —         | MPC                           |
| 447312     | 2005 WF177 | 30 nov 2005 | Kitt Peak     | Spacewatch          | —         | MPC                           |
| 447313     | 2005 WE189 | 30 nov 2005 | Socorro       | LINEAR              | Flora     | MPC                           |
| 447314     | 2005 XF6   | 1 dez 2005  | Palomar       | NEAT                | —         | MPC                           |
| 447315     | 2005 XG12  | 30 out 2005 | Mount Lemmon  | Mount Lemmon Survey | —         | MPC                           |
| 447316     | 2005 XL16  | 1 dez 2005  | Mount Lemmon  | Mount Lemmon Survey | Ursula    | MPC                           |
| 447317     | 2005 XX24  | 2 dez 2005  | Mount Lemmon  | Mount Lemmon Survey | —         | MPC                           |
| 447318     | 2005 XL48  | 2 dez 2005  | Mount Lemmon  | Mount Lemmon Survey | —         | MPC                           |
| 447319     | 2005 XG50  | 2 dez 2005  | Kitt Peak     | Spacewatch          | —         | MPC                           |
| 447320     | 2005 XD51  | 2 dez 2005  | Kitt Peak     | Spacewatch          | —         | MPC                           |
| 447321     | 2005 XP68  | 22 nov 2005 | Kitt Peak     | Spacewatch          | —         | MPC                           |
| 447322     | 2005 XD77  | 24 out 2005 | Kitt Peak     | Spacewatch          | —         | MPC                           |
| 447323     | 2005 XT85  | 2 dez 2005  | Kitt Peak     | Spacewatch          | —         | MPC                           |
| 447324     | 2005 XD86  | 28 nov 2005 | Catalina      | CSS                 | —         | MPC                           |
| 447325     | 2005 XA105 | 1 dez 2005  | Kitt Peak     | M. W. Buie          | —         | MPC                           |
| 447326     | 2005 YC3   | 21 dez 2005 | Catalina      | CSS                 | —         | MPC                           |
| 447327     | 2005 YX8   | 22 dez 2005 | Kitt Peak     | Spacewatch          | —         | MPC                           |
| 447328     | 2005 YP14  | 22 dez 2005 | Kitt Peak     | Spacewatch          | —         | MPC                           |
| 447329     | 2005 YW21  | 24 dez 2005 | Kitt Peak     | Spacewatch          | —         | MPC                           |
| 447330     | 2005 YE22  | 24 dez 2005 | Kitt Peak     | Spacewatch          | —         | MPC                           |
| 447331     | 2005 YF25  | 24 dez 2005 | Kitt Peak     | Spacewatch          | —         | MPC                           |
| 447332     | 2005 YM28  | 22 dez 2005 | Kitt Peak     | Spacewatch          | —         | MPC                           |
| 447333     | 2005 YE36  | 25 dez 2005 | Kitt Peak     | Spacewatch          | Mitidika  | MPC                           |
| 447334     | 2005 YA47  | 25 dez 2005 | Kitt Peak     | Spacewatch          | —         | MPC                           |
| 447335     | 2005 YR49  | 24 dez 2005 | Socorro       | LINEAR              | —         | MPC                           |
| 447336     | 2005 YF70  | 26 dez 2005 | Kitt Peak     | Spacewatch          | —         | MPC                           |
| 447337     | 2005 YZ83  | 24 dez 2005 | Kitt Peak     | Spacewatch          | —         | MPC                           |
| 447338     | 2005 YO88  | 25 dez 2005 | Mount Lemmon  | Mount Lemmon Survey | —         | MPC                           |
| 447339     | 2005 YK95  | 25 dez 2005 | Kitt Peak     | Spacewatch          | —         | MPC                           |
| 447340     | 2005 YN114 | 25 dez 2005 | Kitt Peak     | Spacewatch          | —         | MPC                           |
| 447341     | 2005 YD134 | 26 dez 2005 | Kitt Peak     | Spacewatch          | —         | MPC                           |
| 447342     | 2005 YK148 | 25 dez 2005 | Kitt Peak     | Spacewatch          | —         | MPC                           |
| 447343     | 2005 YQ148 | 25 dez 2005 | Kitt Peak     | Spacewatch          | —         | MPC                           |
| 447344     | 2005 YA149 | 25 dez 2005 | Kitt Peak     | Spacewatch          | —         | MPC                           |
| 447345     | 2005 YO150 | 25 dez 2005 | Kitt Peak     | Spacewatch          | —         | MPC                           |
| 447346     | 2005 YG164 | 30 nov 2005 | Kitt Peak     | Spacewatch          | —         | MPC                           |
| 447347     | 2005 YY180 | 22 dez 2005 | Catalina      | CSS                 | —         | MPC                           |
| 447348     | 2005 YU188 | 28 dez 2005 | Mount Lemmon  | Mount Lemmon Survey | —         | MPC                           |
| 447349     | 2005 YU190 | 30 out 2005 | Mount Lemmon  | Mount Lemmon Survey | —         | MPC                           |
| 447350     | 2005 YS191 | 30 dez 2005 | Kitt Peak     | Spacewatch          | —         | MPC                           |
| 447351     | 2005 YL201 | 6 dez 2005  | Kitt Peak     | Spacewatch          | —         | MPC                           |
| 447352     | 2005 YM227 | 25 dez 2005 | Kitt Peak     | Spacewatch          | —         | MPC                           |
| 447353     | 2005 YM235 | 28 dez 2005 | Mount Lemmon  | Mount Lemmon Survey | —         | MPC                           |
| 447354     | 2005 YR239 | 29 dez 2005 | Kitt Peak     | Spacewatch          | —         | MPC                           |
| 447355     | 2005 YG244 | 30 dez 2005 | Kitt Peak     | Spacewatch          | —         | MPC                           |
| 447356     | 2005 YU246 | 30 dez 2005 | Mount Lemmon  | Mount Lemmon Survey | —         | MPC                           |
| 447357     | 2005 YY253 | 26 nov 2005 | Mount Lemmon  | Mount Lemmon Survey | —         | MPC                           |
| 447358     | 2005 YR260 | 24 dez 2005 | Kitt Peak     | Spacewatch          | —         | MPC                           |
| 447359     | 2005 YL268 | 25 dez 2005 | Mount Lemmon  | Mount Lemmon Survey | —         | MPC                           |
| 447360     | 2005 YK274 | 30 dez 2005 | Mount Lemmon  | Mount Lemmon Survey | —         | MPC                           |
| 447361     | 2005 YJ281 | 25 dez 2005 | Kitt Peak     | Spacewatch          | —         | MPC                           |
| 447362     | 2006 AK3   | 6 jan 2006  | Socorro       | LINEAR              | —         | MPC                           |
| 447363     | 2006 AN15  | 5 jan 2006  | Mount Lemmon  | Mount Lemmon Survey | —         | MPC                           |
| 447364     | 2006 AG20  | 30 set 2005 | Mount Lemmon  | Mount Lemmon Survey | —         | MPC                           |
| 447365     | 2006 AV22  | 22 dez 2005 | Kitt Peak     | Spacewatch          | —         | MPC                           |
| 447366     | 2006 AJ23  | 26 dez 2005 | Mount Lemmon  | Mount Lemmon Survey | —         | MPC                           |
| 447367     | 2006 AO34  | 6 jan 2006  | Catalina      | CSS                 | —         | MPC                           |
| 447368     | 2006 AU38  | 22 dez 2005 | Kitt Peak     | Spacewatch          | —         | MPC                           |
| 447369     | 2006 AT40  | 7 jan 2006  | Mount Lemmon  | Mount Lemmon Survey | —         | MPC                           |
| 447370     | 2006 AQ44  | 24 dez 2005 | Kitt Peak     | Spacewatch          | —         | MPC                           |
| 447371     | 2006 AM48  | 12 nov 2005 | Kitt Peak     | Spacewatch          | —         | MPC                           |
| 447372     | 2006 AS48  | 8 jan 2006  | Mount Lemmon  | Mount Lemmon Survey | —         | MPC                           |
| 447373     | 2006 AW50  | 25 nov 2005 | Mount Lemmon  | Mount Lemmon Survey | Brangane  | MPC                           |
| 447374     | 2006 AP53  | 5 jan 2006  | Kitt Peak     | Spacewatch          | —         | MPC                           |
| 447375     | 2006 AY55  | 6 jan 2006  | Mount Lemmon  | Mount Lemmon Survey | —         | MPC                           |
| 447376     | 2006 AM56  | 7 jan 2006  | Mount Lemmon  | Mount Lemmon Survey | —         | MPC                           |
| 447377     | 2006 AB67  | 9 jan 2006  | Kitt Peak     | Spacewatch          | Brangane  | MPC                           |
| 447378     | 2006 AR81  | 6 jan 2006  | Anderson Mesa | LONEOS              | —         | MPC                           |
| 447379     | 2006 AQ85  | 7 jan 2006  | Socorro       | LINEAR              | —         | MPC                           |
| 447380     | 2006 AD89  | 5 jan 2006  | Mount Lemmon  | Mount Lemmon Survey | —         | MPC                           |
| 447381     | 2006 AB95  | 9 jan 2006  | Kitt Peak     | Spacewatch          | —         | MPC                           |
| 447382     | 2006 BX9   | 20 jan 2006 | Kitt Peak     | Spacewatch          | —         | MPC                           |
| 447383     | 2006 BB17  | 26 nov 2005 | Mount Lemmon  | Mount Lemmon Survey | —         | MPC                           |
| 447384     | 2006 BX20  | 22 jan 2006 | Mount Lemmon  | Mount Lemmon Survey | Ursula    | MPC                           |
| 447385     | 2006 BY31  | 4 nov 2005  | Kitt Peak     | Spacewatch          | —         | MPC                           |
| 447386     | 2006 BB40  | 20 jan 2006 | Kitt Peak     | Spacewatch          | —         | MPC                           |
| 447387     | 2006 BY43  | 6 jan 2006  | Catalina      | CSS                 | —         | MPC                           |
| 447388     | 2006 BV52  | 25 jan 2006 | Kitt Peak     | Spacewatch          | —         | MPC                           |
| 447389     | 2006 BK53  | 25 jan 2006 | Kitt Peak     | Spacewatch          | —         | MPC                           |
| 447390     | 2006 BA62  | 22 jan 2006 | Catalina      | CSS                 | —         | MPC                           |
| 447391     | 2006 BU67  | 23 jan 2006 | Kitt Peak     | Spacewatch          | —         | MPC                           |
| 447392     | 2006 BR71  | 23 jan 2006 | Kitt Peak     | Spacewatch          | —         | MPC                           |
| 447393     | 2006 BC72  | 23 jan 2006 | Kitt Peak     | Spacewatch          | —         | MPC                           |
| 447394     | 2006 BX75  | 23 jan 2006 | Kitt Peak     | Spacewatch          | —         | MPC                           |
| 447395     | 2006 BG112 | 25 jan 2006 | Kitt Peak     | Spacewatch          | —         | MPC                           |
| 447396     | 2006 BH112 | 25 jan 2006 | Kitt Peak     | Spacewatch          | —         | MPC                           |
| 447397     | 2006 BK114 | 25 jan 2006 | Kitt Peak     | Spacewatch          | —         | MPC                           |
| 447398     | 2006 BV120 | 26 jan 2006 | Kitt Peak     | Spacewatch          | —         | MPC                           |
| 447399     | 2006 BC121 | 26 jan 2006 | Kitt Peak     | Spacewatch          | —         | MPC                           |
| 447400     | 2006 BX122 | 26 jan 2006 | Kitt Peak     | Spacewatch          | —         | MPC                           |

## 447401–447500
| Designação | Designação | Descoberta  | Descoberta        | Descobridor(es)          | Categoria | Mais informações / Referência |
| Permanente | Provisória | Data        | Local             | Descobridor(es)          | Categoria | Mais informações / Referência |
| ---------- | ---------- | ----------- | ----------------- | ------------------------ | --------- | ----------------------------- |
| 447401     | 2006 BS128 | 26 jan 2006 | Mount Lemmon      | Mount Lemmon Survey      | —         | MPC                           |
| 447402     | 2006 BV133 | 26 jan 2006 | Mount Lemmon      | Mount Lemmon Survey      | —         | MPC                           |
| 447403     | 2006 BX136 | 28 jan 2006 | Mount Lemmon      | Mount Lemmon Survey      | —         | MPC                           |
| 447404     | 2006 BT144 | 23 jan 2006 | Catalina          | CSS                      | —         | MPC                           |
| 447405     | 2006 BN151 | 29 jan 1995 | Kitt Peak         | Spacewatch               | —         | MPC                           |
| 447406     | 2006 BV161 | 26 jan 2006 | Catalina          | CSS                      | —         | MPC                           |
| 447407     | 2006 BW163 | 5 jan 2006  | Mount Lemmon      | Mount Lemmon Survey      | —         | MPC                           |
| 447408     | 2006 BF168 | 26 jan 2006 | Catalina          | CSS                      | —         | MPC                           |
| 447409     | 2006 BE173 | 30 dez 2005 | Kitt Peak         | Spacewatch               | —         | MPC                           |
| 447410     | 2006 BB177 | 27 jan 2006 | Kitt Peak         | Spacewatch               | —         | MPC                           |
| 447411     | 2006 BV185 | 5 jan 2006  | Mount Lemmon      | Mount Lemmon Survey      | —         | MPC                           |
| 447412     | 2006 BP192 | 30 jan 2006 | Kitt Peak         | Spacewatch               | —         | MPC                           |
| 447413     | 2006 BL203 | 25 dez 2005 | Mount Lemmon      | Mount Lemmon Survey      | Flora     | MPC                           |
| 447414     | 2006 BK207 | 9 jan 2006  | Kitt Peak         | Spacewatch               | —         | MPC                           |
| 447415     | 2006 BK208 | 31 jan 2006 | Catalina          | CSS                      | —         | MPC                           |
| 447416     | 2006 BD237 | 23 jan 2006 | Kitt Peak         | Spacewatch               | —         | MPC                           |
| 447417     | 2006 BX238 | 31 jan 2006 | Mount Lemmon      | Mount Lemmon Survey      | —         | MPC                           |
| 447418     | 2006 BG256 | 23 jan 2006 | Kitt Peak         | Spacewatch               | —         | MPC                           |
| 447419     | 2006 BD257 | 31 jan 2006 | Kitt Peak         | Spacewatch               | —         | MPC                           |
| 447420     | 2006 BR278 | 26 jan 2006 | Kitt Peak         | Spacewatch               | —         | MPC                           |
| 447421     | 2006 BC280 | 23 jan 2006 | Kitt Peak         | Spacewatch               | Brangane  | MPC                           |
| 447422     | 2006 CC24  | 2 fev 2006  | Kitt Peak         | Spacewatch               | —         | MPC                           |
| 447423     | 2006 CX39  | 7 jan 2006  | Mount Lemmon      | Mount Lemmon Survey      | —         | MPC                           |
| 447424     | 2006 CW48  | 3 fev 2006  | Kitt Peak         | Spacewatch               | —         | MPC                           |
| 447425     | 2006 CZ48  | 23 jan 2006 | Mount Lemmon      | Mount Lemmon Survey      | —         | MPC                           |
| 447426     | 2006 CD59  | 6 fev 2006  | Mount Lemmon      | Mount Lemmon Survey      | —         | MPC                           |
| 447427     | 2006 CB62  | 7 fev 2006  | Socorro           | LINEAR                   | —         | MPC                           |
| 447428     | 2006 DH    | 17 fev 2006 | Great Shefford    | P. Birtwhistle           | —         | MPC                           |
| 447429     | 2006 DS16  | 23 jan 2006 | Kitt Peak         | Spacewatch               | —         | MPC                           |
| 447430     | 2006 DT31  | 20 fev 2006 | Mount Lemmon      | Mount Lemmon Survey      | —         | MPC                           |
| 447431     | 2006 DE42  | 20 fev 2006 | Kitt Peak         | Spacewatch               | —         | MPC                           |
| 447432     | 2006 DV105 | 25 fev 2006 | Mount Lemmon      | Mount Lemmon Survey      | —         | MPC                           |
| 447433     | 2006 DZ116 | 27 fev 2006 | Catalina          | CSS                      | —         | MPC                           |
| 447434     | 2006 DJ148 | 25 fev 2006 | Kitt Peak         | Spacewatch               | —         | MPC                           |
| 447435     | 2006 DH163 | 27 fev 2006 | Mount Lemmon      | Mount Lemmon Survey      | —         | MPC                           |
| 447436     | 2006 DP182 | 27 fev 2006 | Mount Lemmon      | Mount Lemmon Survey      | —         | MPC                           |
| 447437     | 2006 DM184 | 27 fev 2006 | Mount Lemmon      | Mount Lemmon Survey      | —         | MPC                           |
| 447438     | 2006 DF190 | 27 fev 2006 | Kitt Peak         | Spacewatch               | —         | MPC                           |
| 447439     | 2006 DX204 | 27 fev 2006 | Catalina          | CSS                      | —         | MPC                           |
| 447440     | 2006 DY209 | 20 fev 2006 | Kitt Peak         | Spacewatch               | Mitidika  | MPC                           |
| 447441     | 2006 DB214 | 27 fev 2006 | Catalina          | CSS                      | —         | MPC                           |
| 447442     | 2006 DZ216 | 21 fev 2006 | Mount Lemmon      | Mount Lemmon Survey      | —         | MPC                           |
| 447443     | 2006 ET6   | 2 mar 2006  | Kitt Peak         | Spacewatch               | —         | MPC                           |
| 447444     | 2006 EJ9   | 2 mar 2006  | Kitt Peak         | Spacewatch               | —         | MPC                           |
| 447445     | 2006 EL12  | 26 jan 2006 | Mount Lemmon      | Mount Lemmon Survey      | —         | MPC                           |
| 447446     | 2006 EC32  | 3 mar 2006  | Mount Lemmon      | Mount Lemmon Survey      | —         | MPC                           |
| 447447     | 2006 EF36  | 24 fev 2006 | Kitt Peak         | Spacewatch               | —         | MPC                           |
| 447448     | 2006 EE37  | 3 mar 2006  | Mount Lemmon      | Mount Lemmon Survey      | —         | MPC                           |
| 447449     | 2006 ED72  | 9 mar 2006  | Kitt Peak         | Spacewatch               | —         | MPC                           |
| 447450     | 2006 FZ44  | 24 mar 2006 | Mount Lemmon      | Mount Lemmon Survey      | —         | MPC                           |
| 447451     | 2006 GV1   | 2 abr 2006  | Mount Lemmon      | Mount Lemmon Survey      | —         | MPC                           |
| 447452     | 2006 GE32  | 6 abr 2006  | Kitt Peak         | Spacewatch               | —         | MPC                           |
| 447453     | 2006 HS12  | 19 abr 2006 | Mount Lemmon      | Mount Lemmon Survey      | —         | MPC                           |
| 447454     | 2006 HQ69  | 24 abr 2006 | Kitt Peak         | Spacewatch               | Juno      | MPC                           |
| 447455     | 2006 HJ101 | 30 abr 2006 | Kitt Peak         | Spacewatch               | —         | MPC                           |
| 447456     | 2006 HN153 | 24 abr 2006 | Kitt Peak         | Spacewatch               | —         | MPC                           |
| 447457     | 2006 JQ22  | 2 mai 2006  | Kitt Peak         | Spacewatch               | —         | MPC                           |
| 447458     | 2006 JB29  | 3 mai 2006  | Kitt Peak         | Spacewatch               | —         | MPC                           |
| 447459     | 2006 JK38  | 6 mai 2006  | Kitt Peak         | Spacewatch               | —         | MPC                           |
| 447460     | 2006 JH55  | 9 mai 2006  | Mount Lemmon      | Mount Lemmon Survey      | —         | MPC                           |
| 447461     | 2006 JS57  | 8 mai 2006  | Mount Lemmon      | Mount Lemmon Survey      | —         | MPC                           |
| 447462     | 2006 KO95  | 9 mai 2006  | Mount Lemmon      | Mount Lemmon Survey      | —         | MPC                           |
| 447463     | 2006 MU4   | 2 jun 2006  | Kitt Peak         | Spacewatch               | Phocaea   | MPC                           |
| 447464     | 2006 NU    | 1 jul 2006  | Uccle             | E. W. Elst, H. Debehogne | —         | MPC                           |
| 447465     | 2006 PH15  | 15 ago 2006 | Palomar           | NEAT                     | —         | MPC                           |
| 447466     | 2006 QJ4   | 18 ago 2006 | Kitt Peak         | Spacewatch               | —         | MPC                           |
| 447467     | 2006 QF5   | 19 ago 2006 | Kitt Peak         | Spacewatch               | —         | MPC                           |
| 447468     | 2006 QK5   | 19 ago 2006 | Kitt Peak         | Spacewatch               | —         | MPC                           |
| 447469     | 2006 QC25  | 18 ago 2006 | Anderson Mesa     | LONEOS                   | —         | MPC                           |
| 447470     | 2006 QE38  | 16 ago 2006 | Siding Spring     | SSS                      | —         | MPC                           |
| 447471     | 2006 QF38  | 16 ago 2006 | Siding Spring     | SSS                      | —         | MPC                           |
| 447472     | 2006 QQ68  | 21 ago 2006 | Kitt Peak         | Spacewatch               | —         | MPC                           |
| 447473     | 2006 QN102 | 19 ago 2006 | Kitt Peak         | Spacewatch               | Eos       | MPC                           |
| 447474     | 2006 QB114 | 25 ago 2006 | Lulin Observatory | C.-S. Lin, Q.-z. Ye      | —         | MPC                           |
| 447475     | 2006 QL114 | 27 ago 2006 | Anderson Mesa     | LONEOS                   | —         | MPC                           |
| 447476     | 2006 QH119 | 28 ago 2006 | Catalina          | CSS                      | Phocaea   | MPC                           |
| 447477     | 2006 QG123 | 29 ago 2006 | Catalina          | CSS                      | —         | MPC                           |
| 447478     | 2006 QL166 | 29 ago 2006 | Anderson Mesa     | LONEOS                   | —         | MPC                           |
| 447479     | 2006 QD167 | 30 ago 2006 | Anderson Mesa     | LONEOS                   | —         | MPC                           |
| 447480     | 2006 QA184 | 18 ago 2006 | Kitt Peak         | Spacewatch               | —         | MPC                           |
| 447481     | 2006 QC184 | 27 ago 2006 | Kitt Peak         | Spacewatch               | —         | MPC                           |
| 447482     | 2006 RL20  | 31 ago 2006 | Socorro           | LINEAR                   | —         | MPC                           |
| 447483     | 2006 RV31  | 15 set 2006 | Kitt Peak         | Spacewatch               | —         | MPC                           |
| 447484     | 2006 RU32  | 15 set 2006 | Kitt Peak         | Spacewatch               | —         | MPC                           |
| 447485     | 2006 RV32  | 30 ago 2006 | Anderson Mesa     | LONEOS                   | —         | MPC                           |
| 447486     | 2006 RM45  | 14 set 2006 | Kitt Peak         | Spacewatch               | —         | MPC                           |
| 447487     | 2006 RY48  | 14 set 2006 | Kitt Peak         | Spacewatch               | —         | MPC                           |
| 447488     | 2006 RR49  | 14 set 2006 | Kitt Peak         | Spacewatch               | —         | MPC                           |
| 447489     | 2006 RY50  | 14 set 2006 | Kitt Peak         | Spacewatch               | —         | MPC                           |
| 447490     | 2006 RN51  | 14 set 2006 | Kitt Peak         | Spacewatch               | —         | MPC                           |
| 447491     | 2006 RX51  | 14 set 2006 | Kitt Peak         | Spacewatch               | —         | MPC                           |
| 447492     | 2006 RC61  | 15 set 2006 | Goodricke-Pigott  | R. A. Tucker             | —         | MPC                           |
| 447493     | 2006 RG71  | 15 set 2006 | Kitt Peak         | Spacewatch               | —         | MPC                           |
| 447494     | 2006 RK71  | 15 set 2006 | Kitt Peak         | Spacewatch               | —         | MPC                           |
| 447495     | 2006 RO74  | 15 set 2006 | Kitt Peak         | Spacewatch               | —         | MPC                           |
| 447496     | 2006 RO80  | 15 set 2006 | Kitt Peak         | Spacewatch               | —         | MPC                           |
| 447497     | 2006 RS80  | 22 jul 2006 | Mount Lemmon      | Mount Lemmon Survey      | —         | MPC                           |
| 447498     | 2006 RZ82  | 15 set 2006 | Kitt Peak         | Spacewatch               | —         | MPC                           |
| 447499     | 2006 RQ89  | 15 set 2006 | Kitt Peak         | Spacewatch               | —         | MPC                           |
| 447500     | 2006 RF97  | 15 set 2006 | Kitt Peak         | Spacewatch               | —         | MPC                           |

## 447501–447600
| Designação | Designação | Descoberta  | Descoberta    | Descobridor(es)     | Categoria | Mais informações / Referência |
| Permanente | Provisória | Data        | Local         | Descobridor(es)     | Categoria | Mais informações / Referência |
| ---------- | ---------- | ----------- | ------------- | ------------------- | --------- | ----------------------------- |
| 447501     | 2006 RL101 | 14 set 2006 | Catalina      | CSS                 | —         | MPC                           |
| 447502     | 2006 RV121 | 15 set 2006 | Kitt Peak     | Spacewatch          | —         | MPC                           |
| 447503     | 2006 SB14  | 17 set 2006 | Kitt Peak     | Spacewatch          | —         | MPC                           |
| 447504     | 2006 SH15  | 17 set 2006 | Catalina      | CSS                 | —         | MPC                           |
| 447505     | 2006 SH16  | 17 set 2006 | Catalina      | CSS                 | —         | MPC                           |
| 447506     | 2006 SJ41  | 18 set 2006 | Catalina      | CSS                 | —         | MPC                           |
| 447507     | 2006 SK49  | 19 set 2006 | Anderson Mesa | LONEOS              | —         | MPC                           |
| 447508     | 2006 SQ53  | 16 set 2006 | Catalina      | CSS                 | —         | MPC                           |
| 447509     | 2006 SK54  | 17 set 2006 | Catalina      | CSS                 | —         | MPC                           |
| 447510     | 2006 SK62  | 18 set 2006 | Anderson Mesa | LONEOS              | —         | MPC                           |
| 447511     | 2006 SV62  | 18 set 2006 | Catalina      | CSS                 | —         | MPC                           |
| 447512     | 2006 SR74  | 19 set 2006 | Kitt Peak     | Spacewatch          | Eos       | MPC                           |
| 447513     | 2006 SW78  | 16 set 2006 | Catalina      | CSS                 | —         | MPC                           |
| 447514     | 2006 SC79  | 17 set 2006 | Catalina      | CSS                 | —         | MPC                           |
| 447515     | 2006 SK79  | 17 set 2006 | Kitt Peak     | Spacewatch          | —         | MPC                           |
| 447516     | 2006 SX92  | 18 set 2006 | Kitt Peak     | Spacewatch          | —         | MPC                           |
| 447517     | 2006 SK96  | 18 set 2006 | Kitt Peak     | Spacewatch          | —         | MPC                           |
| 447518     | 2006 SW107 | 21 jul 2006 | Mount Lemmon  | Mount Lemmon Survey | —         | MPC                           |
| 447519     | 2006 SK110 | 28 ago 2006 | Anderson Mesa | LONEOS              | —         | MPC                           |
| 447520     | 2006 SD118 | 18 set 2006 | Kitt Peak     | Spacewatch          | —         | MPC                           |
| 447521     | 2006 SB124 | 19 set 2006 | Catalina      | CSS                 | —         | MPC                           |
| 447522     | 2006 SH125 | 21 ago 2006 | Kitt Peak     | Spacewatch          | —         | MPC                           |
| 447523     | 2006 SS126 | 28 ago 2006 | Anderson Mesa | LONEOS              | —         | MPC                           |
| 447524     | 2006 SL127 | 31 dez 2002 | Socorro       | LINEAR              | —         | MPC                           |
| 447525     | 2006 SY128 | 17 set 2006 | Catalina      | CSS                 | Phocaea   | MPC                           |
| 447526     | 2006 SF139 | 21 set 2006 | Anderson Mesa | LONEOS              | —         | MPC                           |
| 447527     | 2006 SC141 | 25 set 2006 | Anderson Mesa | LONEOS              | —         | MPC                           |
| 447528     | 2006 SS159 | 23 set 2006 | Kitt Peak     | Spacewatch          | —         | MPC                           |
| 447529     | 2006 SE165 | 25 set 2006 | Kitt Peak     | Spacewatch          | —         | MPC                           |
| 447530     | 2006 SC170 | 25 set 2006 | Kitt Peak     | Spacewatch          | —         | MPC                           |
| 447531     | 2006 SP174 | 25 set 2006 | Mount Lemmon  | Mount Lemmon Survey | —         | MPC                           |
| 447532     | 2006 SG200 | 21 jul 2006 | Mount Lemmon  | Mount Lemmon Survey | —         | MPC                           |
| 447533     | 2006 SW216 | 27 set 2006 | Mount Lemmon  | Mount Lemmon Survey | —         | MPC                           |
| 447534     | 2006 SP227 | 26 set 2006 | Kitt Peak     | Spacewatch          | —         | MPC                           |
| 447535     | 2006 SM230 | 26 set 2006 | Kitt Peak     | Spacewatch          | —         | MPC                           |
| 447536     | 2006 SZ232 | 26 set 2006 | Kitt Peak     | Spacewatch          | —         | MPC                           |
| 447537     | 2006 SC240 | 18 set 2006 | Kitt Peak     | Spacewatch          | —         | MPC                           |
| 447538     | 2006 SE245 | 18 set 2006 | Kitt Peak     | Spacewatch          | —         | MPC                           |
| 447539     | 2006 SD252 | 26 set 2006 | Kitt Peak     | Spacewatch          | —         | MPC                           |
| 447540     | 2006 SJ253 | 18 set 2006 | Kitt Peak     | Spacewatch          | Henan     | MPC                           |
| 447541     | 2006 SG260 | 26 set 2006 | Kitt Peak     | Spacewatch          | —         | MPC                           |
| 447542     | 2006 SQ262 | 26 set 2006 | Mount Lemmon  | Mount Lemmon Survey | —         | MPC                           |
| 447543     | 2006 SS262 | 26 set 2006 | Mount Lemmon  | Mount Lemmon Survey | —         | MPC                           |
| 447544     | 2006 SS286 | 21 set 2006 | Anderson Mesa | LONEOS              | —         | MPC                           |
| 447545     | 2006 SK287 | 22 set 2006 | Anderson Mesa | LONEOS              | —         | MPC                           |
| 447546     | 2006 SH289 | 26 set 2006 | Catalina      | CSS                 | —         | MPC                           |
| 447547     | 2006 SE292 | 18 set 2006 | Kitt Peak     | Spacewatch          | —         | MPC                           |
| 447548     | 2006 SO292 | 25 set 2006 | Kitt Peak     | Spacewatch          | —         | MPC                           |
| 447549     | 2006 SY299 | 26 set 2006 | Mount Lemmon  | Mount Lemmon Survey | —         | MPC                           |
| 447550     | 2006 SL307 | 17 set 2006 | Kitt Peak     | Spacewatch          | —         | MPC                           |
| 447551     | 2006 SC317 | 23 mar 2004 | Kitt Peak     | Spacewatch          | —         | MPC                           |
| 447552     | 2006 SQ328 | 27 set 2006 | Kitt Peak     | Spacewatch          | —         | MPC                           |
| 447553     | 2006 SP329 | 27 set 2006 | Kitt Peak     | Spacewatch          | —         | MPC                           |
| 447554     | 2006 SL331 | 28 set 2006 | Kitt Peak     | Spacewatch          | —         | MPC                           |
| 447555     | 2006 SP362 | 30 set 2006 | Mount Lemmon  | Mount Lemmon Survey | —         | MPC                           |
| 447556     | 2006 ST378 | 18 set 2006 | Apache Point  | A. C. Becker        | —         | MPC                           |
| 447557     | 2006 SX384 | 29 set 2006 | Apache Point  | A. C. Becker        | —         | MPC                           |
| 447558     | 2006 SO394 | 14 set 2006 | Kitt Peak     | Spacewatch          | —         | MPC                           |
| 447559     | 2006 SS396 | 18 set 2006 | Kitt Peak     | Spacewatch          | —         | MPC                           |
| 447560     | 2006 SU399 | 18 set 2006 | Kitt Peak     | Spacewatch          | —         | MPC                           |
| 447561     | 2006 SK413 | 26 set 2006 | Catalina      | CSS                 | —         | MPC                           |
| 447562     | 2006 TM    | 2 out 2006  | Catalina      | CSS                 | —         | MPC                           |
| 447563     | 2006 TG3   | 2 out 2006  | Mount Lemmon  | Mount Lemmon Survey | —         | MPC                           |
| 447564     | 2006 TS16  | 11 out 2006 | Kitt Peak     | Spacewatch          | —         | MPC                           |
| 447565     | 2006 TJ19  | 28 set 2006 | Mount Lemmon  | Mount Lemmon Survey | —         | MPC                           |
| 447566     | 2006 TJ25  | 12 out 2006 | Kitt Peak     | Spacewatch          | —         | MPC                           |
| 447567     | 2006 TU29  | 12 out 2006 | Kitt Peak     | Spacewatch          | —         | MPC                           |
| 447568     | 2006 TO33  | 12 out 2006 | Kitt Peak     | Spacewatch          | —         | MPC                           |
| 447569     | 2006 TJ59  | 2 out 2006  | Mount Lemmon  | Mount Lemmon Survey | —         | MPC                           |
| 447570     | 2006 TM65  | 27 set 2006 | Catalina      | CSS                 | —         | MPC                           |
| 447571     | 2006 TP65  | 16 set 2006 | Catalina      | CSS                 | —         | MPC                           |
| 447572     | 2006 TN66  | 11 out 2006 | Palomar       | NEAT                | —         | MPC                           |
| 447573     | 2006 TO68  | 17 set 2006 | Kitt Peak     | Spacewatch          | —         | MPC                           |
| 447574     | 2006 TF69  | 11 out 2006 | Palomar       | NEAT                | —         | MPC                           |
| 447575     | 2006 TH84  | 13 out 2006 | Kitt Peak     | Spacewatch          | —         | MPC                           |
| 447576     | 2006 TQ88  | 13 out 2006 | Kitt Peak     | Spacewatch          | —         | MPC                           |
| 447577     | 2006 TD93  | 20 set 2006 | Anderson Mesa | LONEOS              | —         | MPC                           |
| 447578     | 2006 TS100 | 15 out 2006 | Kitt Peak     | Spacewatch          | —         | MPC                           |
| 447579     | 2006 TE102 | 15 out 2006 | Kitt Peak     | Spacewatch          | —         | MPC                           |
| 447580     | 2006 TN106 | 15 out 2006 | Catalina      | CSS                 | —         | MPC                           |
| 447581     | 2006 TO118 | 3 out 2006  | Apache Point  | A. C. Becker        | —         | MPC                           |
| 447582     | 2006 TY118 | 3 out 2006  | Apache Point  | A. C. Becker        | —         | MPC                           |
| 447583     | 2006 TQ121 | 2 out 2006  | Mount Lemmon  | Mount Lemmon Survey | —         | MPC                           |
| 447584     | 2006 TO123 | 2 out 2006  | Mount Lemmon  | Mount Lemmon Survey | —         | MPC                           |
| 447585     | 2006 UH21  | 16 out 2006 | Kitt Peak     | Spacewatch          | —         | MPC                           |
| 447586     | 2006 UU25  | 16 out 2006 | Kitt Peak     | Spacewatch          | —         | MPC                           |
| 447587     | 2006 UQ26  | 16 out 2006 | Kitt Peak     | Spacewatch          | —         | MPC                           |
| 447588     | 2006 UA43  | 16 out 2006 | Kitt Peak     | Spacewatch          | —         | MPC                           |
| 447589     | 2006 UN43  | 12 out 2006 | Kitt Peak     | Spacewatch          | —         | MPC                           |
| 447590     | 2006 UW43  | 16 out 2006 | Kitt Peak     | Spacewatch          | —         | MPC                           |
| 447591     | 2006 UF44  | 16 out 2006 | Kitt Peak     | Spacewatch          | —         | MPC                           |
| 447592     | 2006 UC51  | 17 out 2006 | Mount Lemmon  | Mount Lemmon Survey | —         | MPC                           |
| 447593     | 2006 UK56  | 18 out 2006 | Kitt Peak     | Spacewatch          | —         | MPC                           |
| 447594     | 2006 UM62  | 16 abr 2005 | Kitt Peak     | Spacewatch          | —         | MPC                           |
| 447595     | 2006 UL67  | 16 out 2006 | Catalina      | CSS                 | —         | MPC                           |
| 447596     | 2006 UW74  | 17 out 2006 | Kitt Peak     | Spacewatch          | —         | MPC                           |
| 447597     | 2006 UG78  | 28 set 2006 | Mount Lemmon  | Mount Lemmon Survey | —         | MPC                           |
| 447598     | 2006 UG85  | 17 out 2006 | Kitt Peak     | Spacewatch          | —         | MPC                           |
| 447599     | 2006 UL85  | 17 out 2006 | Mount Lemmon  | Mount Lemmon Survey | —         | MPC                           |
| 447600     | 2006 UY98  | 2 out 2006  | Mount Lemmon  | Mount Lemmon Survey | —         | MPC                           |

## 447601–447700
| Designação | Designação | Descoberta  | Descoberta           | Descobridor(es)     | Categoria | Mais informações / Referência |
| Permanente | Provisória | Data        | Local                | Descobridor(es)     | Categoria | Mais informações / Referência |
| ---------- | ---------- | ----------- | -------------------- | ------------------- | --------- | ----------------------------- |
| 447601     | 2006 UN109 | 19 out 2006 | Kitt Peak            | Spacewatch          | —         | MPC                           |
| 447602     | 2006 UM111 | 27 set 2006 | Catalina             | CSS                 | —         | MPC                           |
| 447603     | 2006 UF115 | 18 set 2006 | Kitt Peak            | Spacewatch          | Phocaea   | MPC                           |
| 447604     | 2006 UO116 | 25 set 2006 | Kitt Peak            | Spacewatch          | —         | MPC                           |
| 447605     | 2006 UO123 | 19 out 2006 | Kitt Peak            | Spacewatch          | Henan     | MPC                           |
| 447606     | 2006 US123 | 2 out 2006  | Kitt Peak            | Spacewatch          | —         | MPC                           |
| 447607     | 2006 UV125 | 19 out 2006 | Kitt Peak            | Spacewatch          | —         | MPC                           |
| 447608     | 2006 UX127 | 19 out 2006 | Kitt Peak            | Spacewatch          | —         | MPC                           |
| 447609     | 2006 UO132 | 27 set 2006 | Mount Lemmon         | Mount Lemmon Survey | —         | MPC                           |
| 447610     | 2006 UW132 | 30 set 2006 | Mount Lemmon         | Mount Lemmon Survey | —         | MPC                           |
| 447611     | 2006 UD139 | 4 out 2006  | Mount Lemmon         | Mount Lemmon Survey | —         | MPC                           |
| 447612     | 2006 UH140 | 19 out 2006 | Kitt Peak            | Spacewatch          | —         | MPC                           |
| 447613     | 2006 UQ141 | 19 out 2006 | Kitt Peak            | Spacewatch          | —         | MPC                           |
| 447614     | 2006 UN142 | 4 out 2006  | Mount Lemmon         | Mount Lemmon Survey | —         | MPC                           |
| 447615     | 2006 UV148 | 20 out 2006 | Kitt Peak            | Spacewatch          | Themis    | MPC                           |
| 447616     | 2006 UO149 | 2 out 2006  | Kitt Peak            | Spacewatch          | Phocaea   | MPC                           |
| 447617     | 2006 UP161 | 2 out 2006  | Mount Lemmon         | Mount Lemmon Survey | —         | MPC                           |
| 447618     | 2006 UF162 | 21 out 2006 | Mount Lemmon         | Mount Lemmon Survey | —         | MPC                           |
| 447619     | 2006 UY176 | 16 out 2006 | Catalina             | CSS                 | —         | MPC                           |
| 447620     | 2006 UR188 | 17 set 2006 | Catalina             | CSS                 | —         | MPC                           |
| 447621     | 2006 UE200 | 21 out 2006 | Catalina             | CSS                 | Phocaea   | MPC                           |
| 447622     | 2006 UX213 | 23 out 2006 | Kitt Peak            | Spacewatch          | Eos       | MPC                           |
| 447623     | 2006 UE216 | 27 out 2006 | Mount Lemmon         | Mount Lemmon Survey | —         | MPC                           |
| 447624     | 2006 UM218 | 2 out 2006  | Mount Lemmon         | Mount Lemmon Survey | —         | MPC                           |
| 447625     | 2006 UP224 | 19 out 2006 | Catalina             | CSS                 | —         | MPC                           |
| 447626     | 2006 UO234 | 17 out 2006 | Catalina             | CSS                 | —         | MPC                           |
| 447627     | 2006 UZ242 | 27 out 2006 | Mount Lemmon         | Mount Lemmon Survey | —         | MPC                           |
| 447628     | 2006 UX250 | 27 out 2006 | Mount Lemmon         | Mount Lemmon Survey | Phocaea   | MPC                           |
| 447629     | 2006 US260 | 28 out 2006 | Mount Lemmon         | Mount Lemmon Survey | —         | MPC                           |
| 447630     | 2006 UJ263 | 30 set 2006 | Mount Lemmon         | Mount Lemmon Survey | —         | MPC                           |
| 447631     | 2006 UM265 | 27 out 2006 | Mount Lemmon         | Mount Lemmon Survey | —         | MPC                           |
| 447632     | 2006 UW279 | 28 out 2006 | Mount Lemmon         | Mount Lemmon Survey | —         | MPC                           |
| 447633     | 2006 UY346 | 31 out 2006 | Mount Lemmon         | Mount Lemmon Survey | —         | MPC                           |
| 447634     | 2006 UJ359 | 21 out 2006 | Mount Lemmon         | Mount Lemmon Survey | —         | MPC                           |
| 447635     | 2006 VL3   | 9 nov 2006  | Kitt Peak            | Spacewatch          | —         | MPC                           |
| 447636     | 2006 VL9   | 11 nov 2006 | Catalina             | CSS                 | Xizang    | MPC                           |
| 447637     | 2006 VN14  | 9 nov 2006  | Kitt Peak            | Spacewatch          | —         | MPC                           |
| 447638     | 2006 VR15  | 9 nov 2006  | Kitt Peak            | Spacewatch          | —         | MPC                           |
| 447639     | 2006 VV17  | 13 out 2006 | Kitt Peak            | Spacewatch          | —         | MPC                           |
| 447640     | 2006 VO28  | 10 nov 2006 | Kitt Peak            | Spacewatch          | —         | MPC                           |
| 447641     | 2006 VQ49  | 28 set 2006 | Mount Lemmon         | Mount Lemmon Survey | —         | MPC                           |
| 447642     | 2006 VK54  | 19 out 2006 | Mount Lemmon         | Mount Lemmon Survey | —         | MPC                           |
| 447643     | 2006 VY58  | 22 out 2006 | Mount Lemmon         | Mount Lemmon Survey | —         | MPC                           |
| 447644     | 2006 VK61  | 13 out 2001 | Kitt Peak            | Spacewatch          | —         | MPC                           |
| 447645     | 2006 VY62  | 21 out 2006 | Mount Lemmon         | Mount Lemmon Survey | —         | MPC                           |
| 447646     | 2006 VN63  | 19 out 2006 | Mount Lemmon         | Mount Lemmon Survey | —         | MPC                           |
| 447647     | 2006 VE69  | 11 nov 2006 | Catalina             | CSS                 | —         | MPC                           |
| 447648     | 2006 VZ70  | 11 nov 2006 | Kitt Peak            | Spacewatch          | —         | MPC                           |
| 447649     | 2006 VX76  | 12 nov 2006 | Mount Lemmon         | Mount Lemmon Survey | —         | MPC                           |
| 447650     | 2006 VS82  | 13 nov 2006 | Kitt Peak            | Spacewatch          | —         | MPC                           |
| 447651     | 2006 VS85  | 14 nov 2006 | Kitt Peak            | Spacewatch          | —         | MPC                           |
| 447652     | 2006 VT92  | 15 nov 2006 | Kitt Peak            | Spacewatch          | —         | MPC                           |
| 447653     | 2006 VE131 | 31 out 2006 | Mount Lemmon         | Mount Lemmon Survey | —         | MPC                           |
| 447654     | 2006 VB150 | 16 out 2006 | Catalina             | CSS                 | —         | MPC                           |
| 447655     | 2006 WA    | 16 nov 2006 | Kitt Peak            | Spacewatch          | —         | MPC                           |
| 447656     | 2006 WZ8   | 16 nov 2006 | Kitt Peak            | Spacewatch          | —         | MPC                           |
| 447657     | 2006 WO10  | 19 set 2006 | Catalina             | CSS                 | —         | MPC                           |
| 447658     | 2006 WX15  | 17 nov 2006 | Kitt Peak            | Spacewatch          | —         | MPC                           |
| 447659     | 2006 WN17  | 17 nov 2006 | Mount Lemmon         | Mount Lemmon Survey | —         | MPC                           |
| 447660     | 2006 WK37  | 23 out 2006 | Mount Lemmon         | Mount Lemmon Survey | —         | MPC                           |
| 447661     | 2006 WA53  | 20 out 2006 | Catalina             | CSS                 | —         | MPC                           |
| 447662     | 2006 WL57  | 30 set 2006 | Kitt Peak            | Spacewatch          | —         | MPC                           |
| 447663     | 2006 WG83  | 27 set 2006 | Mount Lemmon         | Mount Lemmon Survey | Brangane  | MPC                           |
| 447664     | 2006 WY93  | 19 nov 2006 | Kitt Peak            | Spacewatch          | —         | MPC                           |
| 447665     | 2006 WR94  | 19 nov 2006 | Kitt Peak            | Spacewatch          | —         | MPC                           |
| 447666     | 2006 WD174 | 23 nov 2006 | Kitt Peak            | Spacewatch          | —         | MPC                           |
| 447667     | 2006 WC185 | 13 out 2006 | Kitt Peak            | Spacewatch          | —         | MPC                           |
| 447668     | 2006 WH200 | 19 nov 2006 | Kitt Peak            | Spacewatch          | —         | MPC                           |
| 447669     | 2006 WU205 | 27 nov 2006 | Kitt Peak            | Spacewatch          | —         | MPC                           |
| 447670     | 2006 XZ12  | 1 dez 2006  | Mount Lemmon         | Mount Lemmon Survey | —         | MPC                           |
| 447671     | 2006 XD13  | 10 dez 2006 | Kitt Peak            | Spacewatch          | —         | MPC                           |
| 447672     | 2006 XO24  | 22 out 2006 | Catalina             | CSS                 | —         | MPC                           |
| 447673     | 2006 XL39  | 12 dez 2006 | Kitt Peak            | Spacewatch          | —         | MPC                           |
| 447674     | 2006 XA41  | 25 nov 2006 | Kitt Peak            | Spacewatch          | Hanna     | MPC                           |
| 447675     | 2006 XA64  | 13 nov 2006 | Catalina             | CSS                 | —         | MPC                           |
| 447676     | 2006 XQ72  | 13 dez 2006 | Kitt Peak            | Spacewatch          | —         | MPC                           |
| 447677     | 2006 YU9   | 21 dez 2006 | Kitt Peak            | Spacewatch          | —         | MPC                           |
| 447678     | 2006 YX10  | 18 nov 2006 | Mount Lemmon         | Mount Lemmon Survey | —         | MPC                           |
| 447679     | 2006 YC17  | 27 nov 2006 | Mount Lemmon         | Mount Lemmon Survey | Brangane  | MPC                           |
| 447680     | 2006 YW34  | 21 dez 2006 | Kitt Peak            | Spacewatch          | —         | MPC                           |
| 447681     | 2006 YX38  | 21 dez 2006 | Kitt Peak            | Spacewatch          | Brangane  | MPC                           |
| 447682     | 2007 AA20  | 15 jan 2007 | Vallemare di Borbona | V. S. Casulli       | —         | MPC                           |
| 447683     | 2007 BB4   | 13 dez 2006 | Mount Lemmon         | Mount Lemmon Survey | —         | MPC                           |
| 447684     | 2007 BA11  | 17 jan 2007 | Kitt Peak            | Spacewatch          | —         | MPC                           |
| 447685     | 2007 BD11  | 17 jan 2007 | Kitt Peak            | Spacewatch          | —         | MPC                           |
| 447686     | 2007 BX22  | 24 jan 2007 | Mount Lemmon         | Mount Lemmon Survey | —         | MPC                           |
| 447687     | 2007 BE36  | 24 jan 2007 | Mount Lemmon         | Mount Lemmon Survey | —         | MPC                           |
| 447688     | 2007 BX39  | 24 jan 2007 | Mount Lemmon         | Mount Lemmon Survey | —         | MPC                           |
| 447689     | 2007 BP79  | 28 jan 2007 | Mount Lemmon         | Mount Lemmon Survey | Brangane  | MPC                           |
| 447690     | 2007 CN23  | 7 fev 2007  | Mount Lemmon         | Mount Lemmon Survey | —         | MPC                           |
| 447691     | 2007 CH28  | 6 fev 2007  | Kitt Peak            | Spacewatch          | —         | MPC                           |
| 447692     | 2007 CX40  | 7 fev 2007  | Kitt Peak            | Spacewatch          | —         | MPC                           |
| 447693     | 2007 CA48  | 10 fev 2007 | Mount Lemmon         | Mount Lemmon Survey | —         | MPC                           |
| 447694     | 2007 CH50  | 1 nov 2006  | Kitt Peak            | Spacewatch          | —         | MPC                           |
| 447695     | 2007 DO6   | 17 fev 2007 | Mount Lemmon         | Mount Lemmon Survey | —         | MPC                           |
| 447696     | 2007 DB9   | 27 jan 2007 | Mount Lemmon         | Mount Lemmon Survey | —         | MPC                           |
| 447697     | 2007 DV18  | 28 jan 2007 | Mount Lemmon         | Mount Lemmon Survey | —         | MPC                           |
| 447698     | 2007 DN21  | 28 jan 2007 | Mount Lemmon         | Mount Lemmon Survey | —         | MPC                           |
| 447699     | 2007 DQ55  | 21 fev 2007 | Kitt Peak            | Spacewatch          | —         | MPC                           |
| 447700     | 2007 DS59  | 28 jan 2007 | Mount Lemmon         | Mount Lemmon Survey | —         | MPC                           |

## 447701–447800
| Designação | Designação | Descoberta  | Descoberta    | Descobridor(es)       | Categoria | Mais informações / Referência |
| Permanente | Provisória | Data        | Local         | Descobridor(es)       | Categoria | Mais informações / Referência |
| ---------- | ---------- | ----------- | ------------- | --------------------- | --------- | ----------------------------- |
| 447701     | 2007 DY63  | 28 jan 2007 | Mount Lemmon  | Mount Lemmon Survey   | —         | MPC                           |
| 447702     | 2007 DX88  | 23 fev 2007 | Kitt Peak     | Spacewatch            | —         | MPC                           |
| 447703     | 2007 EH11  | 9 mar 2007  | Kitt Peak     | Spacewatch            | —         | MPC                           |
| 447704     | 2007 EP42  | 9 mar 2007  | Kitt Peak     | Spacewatch            | —         | MPC                           |
| 447705     | 2007 EX45  | 9 mar 2007  | Mount Lemmon  | Mount Lemmon Survey   | —         | MPC                           |
| 447706     | 2007 EN60  | 25 fev 2007 | Kitt Peak     | Spacewatch            | —         | MPC                           |
| 447707     | 2007 EN78  | 10 mar 2007 | Mount Lemmon  | Mount Lemmon Survey   | —         | MPC                           |
| 447708     | 2007 ED79  | 10 mar 2007 | Kitt Peak     | Spacewatch            | —         | MPC                           |
| 447709     | 2007 EE81  | 11 mar 2007 | Kitt Peak     | Spacewatch            | —         | MPC                           |
| 447710     | 2007 EX114 | 13 mar 2007 | Mount Lemmon  | Mount Lemmon Survey   | —         | MPC                           |
| 447711     | 2007 EA120 | 13 mar 2007 | Mount Lemmon  | Mount Lemmon Survey   | Brangane  | MPC                           |
| 447712     | 2007 EN130 | 9 mar 2007  | Mount Lemmon  | Mount Lemmon Survey   | —         | MPC                           |
| 447713     | 2007 EW132 | 21 fev 2007 | Kitt Peak     | Spacewatch            | —         | MPC                           |
| 447714     | 2007 EY132 | 9 mar 2007  | Mount Lemmon  | Mount Lemmon Survey   | Brangane  | MPC                           |
| 447715     | 2007 EM133 | 9 mar 2007  | Mount Lemmon  | Mount Lemmon Survey   | —         | MPC                           |
| 447716     | 2007 EX135 | 10 mar 2007 | Mount Lemmon  | Mount Lemmon Survey   | —         | MPC                           |
| 447717     | 2007 EL146 | 26 fev 2007 | Mount Lemmon  | Mount Lemmon Survey   | —         | MPC                           |
| 447718     | 2007 EX150 | 12 mar 2007 | Mount Lemmon  | Mount Lemmon Survey   | —         | MPC                           |
| 447719     | 2007 EU151 | 27 dez 2006 | Mount Lemmon  | Mount Lemmon Survey   | —         | MPC                           |
| 447720     | 2007 EP154 | 12 mar 2007 | Kitt Peak     | Spacewatch            | Brangane  | MPC                           |
| 447721     | 2007 ET165 | 15 mar 2007 | Mount Lemmon  | Mount Lemmon Survey   | —         | MPC                           |
| 447722     | 2007 EX165 | 6 fev 2007  | Kitt Peak     | Spacewatch            | —         | MPC                           |
| 447723     | 2007 EN168 | 13 mar 2007 | Kitt Peak     | Spacewatch            | —         | MPC                           |
| 447724     | 2007 EN183 | 21 fev 2007 | Kitt Peak     | Spacewatch            | —         | MPC                           |
| 447725     | 2007 ET192 | 14 mar 2007 | Kitt Peak     | Spacewatch            | —         | MPC                           |
| 447726     | 2007 EX195 | 15 mar 2007 | Mount Lemmon  | Mount Lemmon Survey   | —         | MPC                           |
| 447727     | 2007 EB200 | 11 mar 2007 | Kitt Peak     | Spacewatch            | —         | MPC                           |
| 447728     | 2007 EM208 | 14 mar 2007 | Mount Lemmon  | Mount Lemmon Survey   | —         | MPC                           |
| 447729     | 2007 EH209 | 23 fev 2007 | Mount Lemmon  | Mount Lemmon Survey   | —         | MPC                           |
| 447730     | 2007 EA217 | 25 fev 2007 | Mount Lemmon  | Mount Lemmon Survey   | —         | MPC                           |
| 447731     | 2007 EF217 | 10 mar 2007 | Mount Lemmon  | Mount Lemmon Survey   | —         | MPC                           |
| 447732     | 2007 EC219 | 13 mar 2007 | Kitt Peak     | Spacewatch            | —         | MPC                           |
| 447733     | 2007 FR7   | 23 fev 2007 | Mount Lemmon  | Mount Lemmon Survey   | —         | MPC                           |
| 447734     | 2007 FU17  | 20 mar 2007 | Catalina      | CSS                   | —         | MPC                           |
| 447735     | 2007 FN24  | 20 mar 2007 | Mount Lemmon  | Mount Lemmon Survey   | —         | MPC                           |
| 447736     | 2007 FP40  | 20 mar 2007 | Mount Lemmon  | Mount Lemmon Survey   | —         | MPC                           |
| 447737     | 2007 FK46  | 26 mar 2007 | Mount Lemmon  | Mount Lemmon Survey   | —         | MPC                           |
| 447738     | 2007 GG8   | 10 mar 2007 | Kitt Peak     | Spacewatch            | —         | MPC                           |
| 447739     | 2007 GM25  | 13 abr 2007 | Siding Spring | SSS                   | —         | MPC                           |
| 447740     | 2007 GZ25  | 16 mar 2007 | Kitt Peak     | Spacewatch            | —         | MPC                           |
| 447741     | 2007 GH32  | 20 mar 2007 | Catalina      | CSS                   | —         | MPC                           |
| 447742     | 2007 GL38  | 14 abr 2007 | Kitt Peak     | Spacewatch            | —         | MPC                           |
| 447743     | 2007 GR64  | 12 out 1998 | Kitt Peak     | Spacewatch            | —         | MPC                           |
| 447744     | 2007 GX69  | 7 abr 2007  | Mount Lemmon  | Mount Lemmon Survey   | Flora     | MPC                           |
| 447745     | 2007 HZ6   | 16 abr 2007 | Anderson Mesa | LONEOS                | —         | MPC                           |
| 447746     | 2007 HG17  | 16 abr 2007 | Catalina      | CSS                   | —         | MPC                           |
| 447747     | 2007 HT20  | 18 abr 2007 | Kitt Peak     | Spacewatch            | —         | MPC                           |
| 447748     | 2007 HT35  | 11 abr 2007 | Mount Lemmon  | Mount Lemmon Survey   | —         | MPC                           |
| 447749     | 2007 HU37  | 20 abr 2007 | Kitt Peak     | Spacewatch            | —         | MPC                           |
| 447750     | 2007 HS47  | 17 set 2004 | Kitt Peak     | Spacewatch            | —         | MPC                           |
| 447751     | 2007 HS67  | 23 abr 2007 | Kitt Peak     | Spacewatch            | —         | MPC                           |
| 447752     | 2007 HA71  | 6 jan 2006  | Catalina      | CSS                   | —         | MPC                           |
| 447753     | 2007 HL81  | 13 mar 2007 | Mount Lemmon  | Mount Lemmon Survey   | —         | MPC                           |
| 447754     | 2007 HA95  | 19 abr 2007 | Mount Lemmon  | Mount Lemmon Survey   | —         | MPC                           |
| 447755     | 2007 JX2   | 9 mai 2007  | Catalina      | CSS                   | —         | MPC                           |
| 447756     | 2007 JZ3   | 16 mar 2007 | Mount Lemmon  | Mount Lemmon Survey   | —         | MPC                           |
| 447757     | 2007 JA8   | 18 abr 2007 | Mount Lemmon  | Mount Lemmon Survey   | —         | MPC                           |
| 447758     | 2007 JZ14  | 15 out 2004 | Mount Lemmon  | Mount Lemmon Survey   | —         | MPC                           |
| 447759     | 2007 JM19  | 26 mar 2007 | Kitt Peak     | Spacewatch            | —         | MPC                           |
| 447760     | 2007 JH24  | 9 mai 2007  | Kitt Peak     | Spacewatch            | —         | MPC                           |
| 447761     | 2007 JF25  | 9 mai 2007  | Mount Lemmon  | Mount Lemmon Survey   | —         | MPC                           |
| 447762     | 2007 JU26  | 9 mai 2007  | Kitt Peak     | Spacewatch            | —         | MPC                           |
| 447763     | 2007 LM9   | 8 jun 2007  | Kitt Peak     | Spacewatch            | —         | MPC                           |
| 447764     | 2007 LV10  | 7 mai 2007  | Kitt Peak     | Spacewatch            | —         | MPC                           |
| 447765     | 2007 LJ13  | 10 jun 2007 | Kitt Peak     | Spacewatch            | —         | MPC                           |
| 447766     | 2007 LE14  | 10 jun 2007 | Kitt Peak     | Spacewatch            | —         | MPC                           |
| 447767     | 2007 LG19  | 12 jun 2007 | Kitt Peak     | Spacewatch            | —         | MPC                           |
| 447768     | 2007 LP28  | 11 mai 2007 | Mount Lemmon  | Mount Lemmon Survey   | —         | MPC                           |
| 447769     | 2007 LE34  | 25 abr 2007 | Mount Lemmon  | Mount Lemmon Survey   | —         | MPC                           |
| 447770     | 2007 MU4   | 9 jun 2007  | Kitt Peak     | Spacewatch            | —         | MPC                           |
| 447771     | 2007 PW10  | 10 ago 2007 | Kitt Peak     | Spacewatch            | —         | MPC                           |
| 447772     | 2007 PC19  | 9 ago 2007  | Socorro       | LINEAR                | —         | MPC                           |
| 447773     | 2007 PZ45  | 10 ago 2007 | Kitt Peak     | Spacewatch            | —         | MPC                           |
| 447774     | 2007 RL13  | 5 set 2007  | Siding Spring | K. Sárneczky, L. Kiss | —         | MPC                           |
| 447775     | 2007 RA83  | 10 set 2007 | Mount Lemmon  | Mount Lemmon Survey   | —         | MPC                           |
| 447776     | 2007 RU92  | 10 set 2007 | Mount Lemmon  | Mount Lemmon Survey   | —         | MPC                           |
| 447777     | 2007 RH93  | 10 set 2007 | Mount Lemmon  | Mount Lemmon Survey   | —         | MPC                           |
| 447778     | 2007 RZ117 | 11 set 2007 | Kitt Peak     | Spacewatch            | Juno      | MPC                           |
| 447779     | 2007 RP122 | 12 set 2007 | Mount Lemmon  | Mount Lemmon Survey   | Juno      | MPC                           |
| 447780     | 2007 RZ146 | 11 set 2007 | XuYi          | PMO NEO               | —         | MPC                           |
| 447781     | 2007 RV188 | 24 ago 2007 | Kitt Peak     | Spacewatch            | —         | MPC                           |
| 447782     | 2007 RA195 | 12 set 2007 | Kitt Peak     | Spacewatch            | Pallas    | MPC                           |
| 447783     | 2007 RC200 | 13 set 2007 | Kitt Peak     | Spacewatch            | —         | MPC                           |
| 447784     | 2007 RE219 | 8 mai 2002  | Kitt Peak     | Spacewatch            | —         | MPC                           |
| 447785     | 2007 RQ221 | 14 set 2007 | Mount Lemmon  | Mount Lemmon Survey   | Pallas    | MPC                           |
| 447786     | 2007 RO259 | 14 set 2007 | Kitt Peak     | Spacewatch            | Juno      | MPC                           |
| 447787     | 2007 RF296 | 14 set 2007 | Mount Lemmon  | Mount Lemmon Survey   | —         | MPC                           |
| 447788     | 2007 RU309 | 15 set 2007 | Mount Lemmon  | Mount Lemmon Survey   | —         | MPC                           |
| 447789     | 2007 RZ316 | 10 set 2007 | Kitt Peak     | Spacewatch            | —         | MPC                           |
| 447790     | 2007 RR317 | 10 set 2007 | Mount Lemmon  | Mount Lemmon Survey   | —         | MPC                           |
| 447791     | 2007 RO324 | 9 set 2007  | Mount Lemmon  | Mount Lemmon Survey   | —         | MPC                           |
| 447792     | 2007 RG325 | 14 set 2007 | Mount Lemmon  | Mount Lemmon Survey   | —         | MPC                           |
| 447793     | 2007 ST17  | 12 set 2007 | Mount Lemmon  | Mount Lemmon Survey   | —         | MPC                           |
| 447794     | 2007 TZ6   | 6 out 2007  | La Sagra      | Mallorca Obs.         | Juno      | MPC                           |
| 447795     | 2007 TH19  | 8 out 2007  | Mount Lemmon  | Mount Lemmon Survey   | —         | MPC                           |
| 447796     | 2007 TV26  | 4 out 2007  | Kitt Peak     | Spacewatch            | —         | MPC                           |
| 447797     | 2007 TK47  | 12 set 2007 | Kitt Peak     | Spacewatch            | —         | MPC                           |
| 447798     | 2007 TC56  | 9 set 2007  | Mount Lemmon  | Mount Lemmon Survey   | —         | MPC                           |
| 447799     | 2007 TE59  | 15 set 2007 | Mount Lemmon  | Mount Lemmon Survey   | —         | MPC                           |
| 447800     | 2007 TS78  | 5 out 2007  | Kitt Peak     | Spacewatch            | —         | MPC                           |

## 447801–447900
| Designação | Designação | Descoberta  | Descoberta    | Descobridor(es)     | Categoria | Mais informações / Referência |
| Permanente | Provisória | Data        | Local         | Descobridor(es)     | Categoria | Mais informações / Referência |
| ---------- | ---------- | ----------- | ------------- | ------------------- | --------- | ----------------------------- |
| 447801     | 2007 TV80  | 7 out 2007  | Mount Lemmon  | Mount Lemmon Survey | —         | MPC                           |
| 447802     | 2007 TK84  | 8 out 2007  | Mount Lemmon  | Mount Lemmon Survey | —         | MPC                           |
| 447803     | 2007 TT93  | 6 out 2007  | Kitt Peak     | Spacewatch          | —         | MPC                           |
| 447804     | 2007 TS96  | 8 out 2007  | Mount Lemmon  | Mount Lemmon Survey | —         | MPC                           |
| 447805     | 2007 TY98  | 8 out 2007  | Mount Lemmon  | Mount Lemmon Survey | —         | MPC                           |
| 447806     | 2007 TC134 | 7 out 2007  | Mount Lemmon  | Mount Lemmon Survey | —         | MPC                           |
| 447807     | 2007 TD134 | 7 out 2007  | Mount Lemmon  | Mount Lemmon Survey | —         | MPC                           |
| 447808     | 2007 TJ145 | 14 set 2007 | Mount Lemmon  | Mount Lemmon Survey | —         | MPC                           |
| 447809     | 2007 TN149 | 8 out 2007  | Socorro       | LINEAR              | —         | MPC                           |
| 447810     | 2007 TZ152 | 9 out 2007  | Socorro       | LINEAR              | —         | MPC                           |
| 447811     | 2007 TV156 | 9 out 2007  | Socorro       | LINEAR              | —         | MPC                           |
| 447812     | 2007 TO193 | 7 out 2007  | Mount Lemmon  | Mount Lemmon Survey | —         | MPC                           |
| 447813     | 2007 TV210 | 7 out 2007  | Kitt Peak     | Spacewatch          | —         | MPC                           |
| 447814     | 2007 TP214 | 7 out 2007  | Catalina      | CSS                 | Juno      | MPC                           |
| 447815     | 2007 TH232 | 18 set 2007 | Mount Lemmon  | Mount Lemmon Survey | —         | MPC                           |
| 447816     | 2007 TJ237 | 9 out 2007  | Mount Lemmon  | Mount Lemmon Survey | —         | MPC                           |
| 447817     | 2007 TU241 | 15 set 2007 | Mount Lemmon  | Mount Lemmon Survey | —         | MPC                           |
| 447818     | 2007 TL256 | 8 set 2007  | Mount Lemmon  | Mount Lemmon Survey | —         | MPC                           |
| 447819     | 2007 TN259 | 10 out 2007 | Mount Lemmon  | Mount Lemmon Survey | —         | MPC                           |
| 447820     | 2007 TS260 | 10 out 2007 | Kitt Peak     | Spacewatch          | —         | MPC                           |
| 447821     | 2007 TW261 | 10 out 2007 | Kitt Peak     | Spacewatch          | —         | MPC                           |
| 447822     | 2007 TA262 | 10 out 2007 | Kitt Peak     | Spacewatch          | —         | MPC                           |
| 447823     | 2007 TV262 | 10 out 2007 | Kitt Peak     | Spacewatch          | —         | MPC                           |
| 447824     | 2007 TO301 | 4 out 2007  | Kitt Peak     | Spacewatch          | —         | MPC                           |
| 447825     | 2007 TH332 | 11 out 2007 | Kitt Peak     | Spacewatch          | —         | MPC                           |
| 447826     | 2007 TU334 | 11 out 2007 | Kitt Peak     | Spacewatch          | —         | MPC                           |
| 447827     | 2007 TW334 | 11 out 2007 | Kitt Peak     | Spacewatch          | —         | MPC                           |
| 447828     | 2007 TL346 | 13 out 2007 | Mount Lemmon  | Mount Lemmon Survey | —         | MPC                           |
| 447829     | 2007 TV373 | 10 set 2007 | Mount Lemmon  | Mount Lemmon Survey | Pallas    | MPC                           |
| 447830     | 2007 TP379 | 13 out 2007 | Catalina      | CSS                 | —         | MPC                           |
| 447831     | 2007 TN388 | 21 out 2003 | Kitt Peak     | Spacewatch          | —         | MPC                           |
| 447832     | 2007 TS404 | 15 out 2007 | Kitt Peak     | Spacewatch          | —         | MPC                           |
| 447833     | 2007 TJ405 | 15 out 2007 | Kitt Peak     | Spacewatch          | Phocaea   | MPC                           |
| 447834     | 2007 TF423 | 4 out 2007  | Kitt Peak     | Spacewatch          | —         | MPC                           |
| 447835     | 2007 TZ449 | 10 out 2007 | Kitt Peak     | Spacewatch          | —         | MPC                           |
| 447836     | 2007 TQ450 | 12 out 2007 | Mount Lemmon  | Mount Lemmon Survey | —         | MPC                           |
| 447837     | 2007 UA22  | 16 out 2007 | Kitt Peak     | Spacewatch          | Meliboea  | MPC                           |
| 447838     | 2007 UA29  | 18 out 2007 | Kitt Peak     | Spacewatch          | —         | MPC                           |
| 447839     | 2007 UP36  | 19 out 2007 | Anderson Mesa | LONEOS              | —         | MPC                           |
| 447840     | 2007 UL40  | 12 set 2007 | Mount Lemmon  | Mount Lemmon Survey | —         | MPC                           |
| 447841     | 2007 UM46  | 20 out 2007 | Catalina      | CSS                 | —         | MPC                           |
| 447842     | 2007 UT53  | 11 out 2007 | Kitt Peak     | Spacewatch          | —         | MPC                           |
| 447843     | 2007 UE58  | 10 out 2007 | Kitt Peak     | Spacewatch          | —         | MPC                           |
| 447844     | 2007 UR60  | 30 out 2007 | Mount Lemmon  | Mount Lemmon Survey | —         | MPC                           |
| 447845     | 2007 UA72  | 10 out 2007 | Kitt Peak     | Spacewatch          | —         | MPC                           |
| 447846     | 2007 UF83  | 15 out 2007 | Kitt Peak     | Spacewatch          | —         | MPC                           |
| 447847     | 2007 US83  | 26 set 2007 | Mount Lemmon  | Mount Lemmon Survey | —         | MPC                           |
| 447848     | 2007 UV113 | 31 out 2007 | Kitt Peak     | Spacewatch          | —         | MPC                           |
| 447849     | 2007 UG132 | 19 out 2007 | Catalina      | CSS                 | Juno      | MPC                           |
| 447850     | 2007 UJ137 | 19 out 2007 | Socorro       | LINEAR              | —         | MPC                           |
| 447851     | 2007 UL138 | 19 out 2007 | Catalina      | CSS                 | —         | MPC                           |
| 447852     | 2007 UA139 | 21 out 2007 | Catalina      | CSS                 | —         | MPC                           |
| 447853     | 2007 UK139 | 24 out 2007 | Mount Lemmon  | Mount Lemmon Survey | —         | MPC                           |
| 447854     | 2007 UO139 | 24 out 2007 | Mount Lemmon  | Mount Lemmon Survey | —         | MPC                           |
| 447855     | 2007 VT1   | 2 nov 2007  | Socorro       | LINEAR              | —         | MPC                           |
| 447856     | 2007 VE2   | 2 nov 2007  | Socorro       | LINEAR              | —         | MPC                           |
| 447857     | 2007 VU8   | 2 nov 2007  | Kitt Peak     | Spacewatch          | —         | MPC                           |
| 447858     | 2007 VN9   | 2 nov 2007  | Catalina      | CSS                 | —         | MPC                           |
| 447859     | 2007 VM41  | 9 out 2007  | Catalina      | CSS                 | Phocaea   | MPC                           |
| 447860     | 2007 VN51  | 1 nov 2007  | Kitt Peak     | Spacewatch          | —         | MPC                           |
| 447861     | 2007 VM55  | 1 nov 2007  | Kitt Peak     | Spacewatch          | —         | MPC                           |
| 447862     | 2007 VB59  | 16 out 2007 | Mount Lemmon  | Mount Lemmon Survey | Phocaea   | MPC                           |
| 447863     | 2007 VG61  | 1 nov 2007  | Kitt Peak     | Spacewatch          | —         | MPC                           |
| 447864     | 2007 VV61  | 14 set 2007 | Mount Lemmon  | Mount Lemmon Survey | —         | MPC                           |
| 447865     | 2007 VL64  | 1 nov 2007  | Kitt Peak     | Spacewatch          | —         | MPC                           |
| 447866     | 2007 VC67  | 2 nov 2007  | Kitt Peak     | Spacewatch          | —         | MPC                           |
| 447867     | 2007 VS67  | 10 set 2007 | Kitt Peak     | Spacewatch          | —         | MPC                           |
| 447868     | 2007 VA80  | 16 out 2007 | Mount Lemmon  | Mount Lemmon Survey | —         | MPC                           |
| 447869     | 2007 VP80  | 14 out 2007 | Mount Lemmon  | Mount Lemmon Survey | Phocaea   | MPC                           |
| 447870     | 2007 VX96  | 1 nov 2007  | Kitt Peak     | Spacewatch          | —         | MPC                           |
| 447871     | 2007 VT108 | 3 nov 2007  | Kitt Peak     | Spacewatch          | —         | MPC                           |
| 447872     | 2007 VA112 | 15 out 2007 | Mount Lemmon  | Mount Lemmon Survey | —         | MPC                           |
| 447873     | 2007 VS139 | 17 out 2007 | Mount Lemmon  | Mount Lemmon Survey | —         | MPC                           |
| 447874     | 2007 VX164 | 5 nov 2007  | Kitt Peak     | Spacewatch          | Meliboea  | MPC                           |
| 447875     | 2007 VQ168 | 5 nov 2007  | Kitt Peak     | Spacewatch          | —         | MPC                           |
| 447876     | 2007 VR170 | 7 nov 2007  | Kitt Peak     | Spacewatch          | —         | MPC                           |
| 447877     | 2007 VM180 | 12 out 2007 | Kitt Peak     | Spacewatch          | —         | MPC                           |
| 447878     | 2007 VZ185 | 10 set 2007 | Mount Lemmon  | Mount Lemmon Survey | —         | MPC                           |
| 447879     | 2007 VU202 | 7 nov 2007  | Mount Lemmon  | Mount Lemmon Survey | —         | MPC                           |
| 447880     | 2007 VN216 | 9 nov 2007  | Kitt Peak     | Spacewatch          | —         | MPC                           |
| 447881     | 2007 VG234 | 4 nov 2007  | Kitt Peak     | Spacewatch          | —         | MPC                           |
| 447882     | 2007 VV268 | 12 nov 2007 | Socorro       | LINEAR              | —         | MPC                           |
| 447883     | 2007 VL289 | 9 out 2007  | Catalina      | CSS                 | Meliboea  | MPC                           |
| 447884     | 2007 VB295 | 15 nov 2007 | Anderson Mesa | LONEOS              | —         | MPC                           |
| 447885     | 2007 VE308 | 5 nov 2007  | Kitt Peak     | Spacewatch          | —         | MPC                           |
| 447886     | 2007 VN324 | 7 nov 2007  | Kitt Peak     | Spacewatch          | —         | MPC                           |
| 447887     | 2007 VU326 | 4 nov 2007  | Kitt Peak     | Spacewatch          | —         | MPC                           |
| 447888     | 2007 VJ328 | 8 nov 2007  | Mount Lemmon  | Mount Lemmon Survey | —         | MPC                           |
| 447889     | 2007 VN330 | 3 nov 2007  | Mount Lemmon  | Mount Lemmon Survey | —         | MPC                           |
| 447890     | 2007 VF334 | 12 nov 2007 | Mount Lemmon  | Mount Lemmon Survey | —         | MPC                           |
| 447891     | 2007 VS334 | 14 nov 2007 | Kitt Peak     | Spacewatch          | —         | MPC                           |
| 447892     | 2007 WX10  | 17 nov 2007 | Catalina      | CSS                 | —         | MPC                           |
| 447893     | 2007 WT24  | 18 nov 2007 | Mount Lemmon  | Mount Lemmon Survey | —         | MPC                           |
| 447894     | 2007 WS25  | 9 out 2007  | Mount Lemmon  | Mount Lemmon Survey | —         | MPC                           |
| 447895     | 2007 WG35  | 19 nov 2007 | Mount Lemmon  | Mount Lemmon Survey | —         | MPC                           |
| 447896     | 2007 WD39  | 24 ago 2007 | Kitt Peak     | Spacewatch          | —         | MPC                           |
| 447897     | 2007 WP49  | 8 nov 2007  | Kitt Peak     | Spacewatch          | —         | MPC                           |
| 447898     | 2007 WV58  | 19 nov 2007 | Kitt Peak     | Spacewatch          | —         | MPC                           |
| 447899     | 2007 WF61  | 20 nov 2007 | Mount Lemmon  | Mount Lemmon Survey | —         | MPC                           |
| 447900     | 2007 XM3   | 17 out 2007 | Mount Lemmon  | Mount Lemmon Survey | Juno      | MPC                           |

## 447901–448000
| Designação | Designação | Descoberta  | Descoberta        | Descobridor(es)     | Categoria | Mais informações / Referência |
| Permanente | Provisória | Data        | Local             | Descobridor(es)     | Categoria | Mais informações / Referência |
| ---------- | ---------- | ----------- | ----------------- | ------------------- | --------- | ----------------------------- |
| 447901     | 2007 XN5   | 4 dez 2007  | Mount Lemmon      | Mount Lemmon Survey | —         | MPC                           |
| 447902     | 2007 XE10  | 13 nov 2007 | Mount Lemmon      | Mount Lemmon Survey | —         | MPC                           |
| 447903     | 2007 XJ20  | 13 dez 2007 | Socorro           | LINEAR              | —         | MPC                           |
| 447904     | 2007 XL20  | 12 dez 2007 | La Sagra          | Mallorca Obs.       | —         | MPC                           |
| 447905     | 2007 XG26  | 9 nov 2007  | Mount Lemmon      | Mount Lemmon Survey | —         | MPC                           |
| 447906     | 2007 XK35  | 13 dez 2007 | Socorro           | LINEAR              | —         | MPC                           |
| 447907     | 2007 XX39  | 3 nov 2007  | Mount Lemmon      | Mount Lemmon Survey | —         | MPC                           |
| 447908     | 2007 XG46  | 20 nov 2007 | Catalina          | CSS                 | —         | MPC                           |
| 447909     | 2007 XL51  | 4 dez 2007  | Catalina          | CSS                 | —         | MPC                           |
| 447910     | 2007 XV54  | 6 nov 2007  | Kitt Peak         | Spacewatch          | —         | MPC                           |
| 447911     | 2007 XE56  | 2 dez 2007  | Socorro           | LINEAR              | —         | MPC                           |
| 447912     | 2007 YZ9   | 11 nov 2007 | Mount Lemmon      | Mount Lemmon Survey | —         | MPC                           |
| 447913     | 2007 YZ18  | 16 dez 2007 | Kitt Peak         | Spacewatch          | —         | MPC                           |
| 447914     | 2007 YQ27  | 3 nov 2007  | Mount Lemmon      | Mount Lemmon Survey | —         | MPC                           |
| 447915     | 2007 YB32  | 30 ago 1998 | Kitt Peak         | Spacewatch          | —         | MPC                           |
| 447916     | 2007 YG42  | 30 dez 2007 | Kitt Peak         | Spacewatch          | —         | MPC                           |
| 447917     | 2007 YT47  | 30 dez 2007 | La Sagra          | Mallorca Obs.       | —         | MPC                           |
| 447918     | 2007 YN49  | 28 dez 2007 | Kitt Peak         | Spacewatch          | —         | MPC                           |
| 447919     | 2007 YZ52  | 21 ago 2006 | Kitt Peak         | Spacewatch          | —         | MPC                           |
| 447920     | 2007 YO58  | 30 dez 2007 | Catalina          | CSS                 | —         | MPC                           |
| 447921     | 2007 YJ65  | 18 dez 2007 | Mount Lemmon      | Mount Lemmon Survey | —         | MPC                           |
| 447922     | 2007 YX69  | 31 dez 2007 | Mount Lemmon      | Mount Lemmon Survey | —         | MPC                           |
| 447923     | 2007 YD71  | 16 dez 2007 | Catalina          | CSS                 | —         | MPC                           |
| 447924     | 2007 YP73  | 30 dez 2007 | Kitt Peak         | Spacewatch          | —         | MPC                           |
| 447925     | 2008 AM2   | 2 nov 2007  | Mount Lemmon      | Mount Lemmon Survey | —         | MPC                           |
| 447926     | 2008 AO4   | 9 jan 2008  | Lulin Observatory | LUSS                | —         | MPC                           |
| 447927     | 2008 AV5   | 10 out 2007 | Mount Lemmon      | Mount Lemmon Survey | —         | MPC                           |
| 447928     | 2008 AZ7   | 30 dez 2007 | Mount Lemmon      | Mount Lemmon Survey | —         | MPC                           |
| 447929     | 2008 AY20  | 10 jan 2008 | Mount Lemmon      | Mount Lemmon Survey | —         | MPC                           |
| 447930     | 2008 AS22  | 10 jan 2008 | Mount Lemmon      | Mount Lemmon Survey | —         | MPC                           |
| 447931     | 2008 AT29  | 18 dez 2007 | Mount Lemmon      | Mount Lemmon Survey | —         | MPC                           |
| 447932     | 2008 AO38  | 10 jan 2008 | Mount Lemmon      | Mount Lemmon Survey | —         | MPC                           |
| 447933     | 2008 AN41  | 10 jan 2008 | Catalina          | CSS                 | —         | MPC                           |
| 447934     | 2008 AZ44  | 31 dez 2007 | Mount Lemmon      | Mount Lemmon Survey | —         | MPC                           |
| 447935     | 2008 AQ52  | 11 jan 2008 | Kitt Peak         | Spacewatch          | —         | MPC                           |
| 447936     | 2008 AL58  | 11 jan 2008 | Kitt Peak         | Spacewatch          | Eos       | MPC                           |
| 447937     | 2008 AV61  | 11 jan 2008 | Catalina          | CSS                 | —         | MPC                           |
| 447938     | 2008 AB80  | 12 jan 2008 | Kitt Peak         | Spacewatch          | —         | MPC                           |
| 447939     | 2008 AV82  | 5 nov 2007  | Mount Lemmon      | Mount Lemmon Survey | —         | MPC                           |
| 447940     | 2008 AK83  | 15 jan 2008 | Mount Lemmon      | Mount Lemmon Survey | —         | MPC                           |
| 447941     | 2008 AP93  | 17 mar 2004 | Kitt Peak         | Spacewatch          | —         | MPC                           |
| 447942     | 2008 AQ99  | 14 jan 2008 | Kitt Peak         | Spacewatch          | —         | MPC                           |
| 447943     | 2008 AV104 | 15 jan 2008 | Kitt Peak         | Spacewatch          | —         | MPC                           |
| 447944     | 2008 AD107 | 30 dez 2007 | Kitt Peak         | Spacewatch          | —         | MPC                           |
| 447945     | 2008 AR108 | 31 dez 2007 | Kitt Peak         | Spacewatch          | —         | MPC                           |
| 447946     | 2008 AR115 | 10 jan 2008 | Kitt Peak         | Spacewatch          | —         | MPC                           |
| 447947     | 2008 AC129 | 13 jan 2008 | Kitt Peak         | Spacewatch          | —         | MPC                           |
| 447948     | 2008 AD129 | 13 jan 2008 | Kitt Peak         | Spacewatch          | —         | MPC                           |
| 447949     | 2008 AU137 | 11 jan 2008 | Kitt Peak         | Spacewatch          | —         | MPC                           |
| 447950     | 2008 AX137 | 11 jan 2008 | Kitt Peak         | Spacewatch          | —         | MPC                           |
| 447951     | 2008 BM3   | 11 jan 2008 | Mount Lemmon      | Mount Lemmon Survey | —         | MPC                           |
| 447952     | 2008 BW6   | 16 jan 2008 | Kitt Peak         | Spacewatch          | —         | MPC                           |
| 447953     | 2008 BU8   | 19 dez 2007 | Mount Lemmon      | Mount Lemmon Survey | —         | MPC                           |
| 447954     | 2008 BB11  | 18 jan 2008 | Kitt Peak         | Spacewatch          | —         | MPC                           |
| 447955     | 2008 BT14  | 28 jan 2008 | Altschwendt       | W. Ries             | —         | MPC                           |
| 447956     | 2008 BB19  | 28 jan 2008 | Altschwendt       | W. Ries             | —         | MPC                           |
| 447957     | 2008 BK27  | 5 nov 2007  | Mount Lemmon      | Mount Lemmon Survey | —         | MPC                           |
| 447958     | 2008 BZ35  | 14 nov 2007 | Mount Lemmon      | Mount Lemmon Survey | Chloris   | MPC                           |
| 447959     | 2008 BN36  | 16 dez 2007 | Mount Lemmon      | Mount Lemmon Survey | —         | MPC                           |
| 447960     | 2008 BU40  | 29 jan 2008 | La Sagra          | Mallorca Obs.       | —         | MPC                           |
| 447961     | 2008 BC42  | 31 jan 2008 | Catalina          | CSS                 | —         | MPC                           |
| 447962     | 2008 BY43  | 18 dez 2007 | Mount Lemmon      | Mount Lemmon Survey | —         | MPC                           |
| 447963     | 2008 BM50  | 18 jan 2008 | Kitt Peak         | Spacewatch          | —         | MPC                           |
| 447964     | 2008 CN8   | 2 fev 2008  | Catalina          | CSS                 | —         | MPC                           |
| 447965     | 2008 CA14  | 3 fev 2008  | Kitt Peak         | Spacewatch          | —         | MPC                           |
| 447966     | 2008 CN42  | 2 fev 2008  | Kitt Peak         | Spacewatch          | —         | MPC                           |
| 447967     | 2008 CH47  | 3 fev 2008  | Kitt Peak         | Spacewatch          | —         | MPC                           |
| 447968     | 2008 CY65  | 8 fev 2008  | Kitt Peak         | Spacewatch          | —         | MPC                           |
| 447969     | 2008 CY67  | 8 fev 2008  | Mount Lemmon      | Mount Lemmon Survey | —         | MPC                           |
| 447970     | 2008 CE73  | 6 fev 2008  | Catalina          | CSS                 | —         | MPC                           |
| 447971     | 2008 CB86  | 31 dez 2007 | Mount Lemmon      | Mount Lemmon Survey | —         | MPC                           |
| 447972     | 2008 CV97  | 9 fev 2008  | Kitt Peak         | Spacewatch          | —         | MPC                           |
| 447973     | 2008 CE103 | 28 ago 2006 | Kitt Peak         | Spacewatch          | —         | MPC                           |
| 447974     | 2008 CT107 | 9 fev 2008  | Socorro           | LINEAR              | —         | MPC                           |
| 447975     | 2008 CA115 | 5 dez 2007  | Mount Lemmon      | Mount Lemmon Survey | —         | MPC                           |
| 447976     | 2008 CT116 | 20 dez 2007 | Mount Lemmon      | Mount Lemmon Survey | —         | MPC                           |
| 447977     | 2008 CC119 | 12 fev 2008 | Socorro           | LINEAR              | —         | MPC                           |
| 447978     | 2008 CW126 | 8 fev 2008  | Kitt Peak         | Spacewatch          | —         | MPC                           |
| 447979     | 2008 CG128 | 8 fev 2008  | Kitt Peak         | Spacewatch          | —         | MPC                           |
| 447980     | 2008 CL132 | 8 fev 2008  | Kitt Peak         | Spacewatch          | —         | MPC                           |
| 447981     | 2008 CX152 | 3 fev 2008  | Catalina          | CSS                 | —         | MPC                           |
| 447982     | 2008 CG153 | 1 fev 2008  | Kitt Peak         | Spacewatch          | —         | MPC                           |
| 447983     | 2008 CG161 | 9 fev 2008  | Purple Mountain   | PMO NEO             | —         | MPC                           |
| 447984     | 2008 CP163 | 10 fev 2008 | Catalina          | CSS                 | —         | MPC                           |
| 447985     | 2008 CX165 | 10 fev 2008 | Mount Lemmon      | Mount Lemmon Survey | —         | MPC                           |
| 447986     | 2008 CE172 | 12 fev 2008 | Kitt Peak         | Spacewatch          | —         | MPC                           |
| 447987     | 2008 CP175 | 6 fev 2008  | Socorro           | LINEAR              | —         | MPC                           |
| 447988     | 2008 CU177 | 11 jan 2008 | Socorro           | LINEAR              | —         | MPC                           |
| 447989     | 2008 CD187 | 2 fev 2008  | Socorro           | LINEAR              | —         | MPC                           |
| 447990     | 2008 CT192 | 7 fev 2008  | Kitt Peak         | Spacewatch          | —         | MPC                           |
| 447991     | 2008 CE195 | 9 fev 2008  | Mount Lemmon      | Mount Lemmon Survey | —         | MPC                           |
| 447992     | 2008 CQ195 | 2 fev 2008  | Mount Lemmon      | Mount Lemmon Survey | —         | MPC                           |
| 447993     | 2008 CD197 | 8 fev 2008  | Kitt Peak         | Spacewatch          | —         | MPC                           |
| 447994     | 2008 CS197 | 9 fev 2008  | Kitt Peak         | Spacewatch          | —         | MPC                           |
| 447995     | 2008 CH199 | 13 fev 2008 | Mount Lemmon      | Mount Lemmon Survey | —         | MPC                           |
| 447996     | 2008 CO199 | 13 fev 2008 | Mount Lemmon      | Mount Lemmon Survey | —         | MPC                           |
| 447997     | 2008 CR201 | 8 fev 2008  | Kitt Peak         | Spacewatch          | —         | MPC                           |
| 447998     | 2008 CE202 | 2 fev 2008  | Kitt Peak         | Spacewatch          | —         | MPC                           |
| 447999     | 2008 CM202 | 7 fev 2008  | Kitt Peak         | Spacewatch          | —         | MPC                           |
| 448000     | 2008 CB204 | 14 fev 2008 | Catalina          | CSS                 | —         | MPC                           |